# Liga Nacional Superior de Voleibol Femenino 2021-22
La Liga Nacional Superior de Voleibol del Perú es la máxima competición de este deporte en el Perú, tanto en la rama femenina como en la masculina. La temporada 2021-22 de la LNSV femenina es la vigésima en su historia y se inició el 16 de diciembre del 2021 con el partido entre Regatas Lima, campeón de la LNSV 2020-21, y el recién ascendido Grupo Soan (ex Defensor Golazo de Comas). La organización, control y desarrollo de la LNSV están a cargo de la Federación Peruana de Voleibol (FPV). 
Esta edición de la LNSV se viene desarrollando en el Polideportivo de Villa El Salvador de Lima, el cual fue construido para los XVIII Juegos Panamericanos Lima 2019 y tiene capacidad para unas 6 mil personas. Por razones de logística, debido a que no se pudo reubicar el vacunatorio establecido en el Polideportivo de Villa El Salvador, el torneo se disputó sin espectadores en su primera fecha. Se espera que la Liga cuente con público a partir del mes de enero del 2022.  
El 11 de enero del 2022, la LNSV anunció la programación completa de la Etapa 1, pero al día siguiente dio marcha atrás al reinicio de la competencia: "Les informamos que debido a la expansión de casos de Covid-19, producto de la variante Omicron, y con el fin de salvaguardar la salud de las jugadoras, cuerpo técnico y comité de organización, nos vemos en la necesidad de postergar el reinicio de la Liga Nacional Superior de Vóleibol (LNSV) hasta el día miércoles 19 de enero".
A través de sus redes sociales, el 17 de enero del 2022, la LNSV anunció nuevamente el reinicio del campeonato: "Desde este miércoles 19 de enero podrás vivir toda la emoción del voleibol peruano. Por el mes de enero el aforo habilitado es de 40% presentando carné de vacunación con 2 dosis y DNI". En este reinicio, el precio de las entradas es de S/. 15 (personas con discapacidad), S/. 20 (general) y S/. 30 (occidente y oriente).   

## Equipos participantes
| N.º | Clubes        | Títulos | LNSV | Disunvol | Ciudades | Entrenadores                                    | Capitanas         | Extranjeras         | Extranjeras          | Extranjeras      | Extranjeras       |
| --- | ------------- | ------- | ---- | -------- | -------- | ----------------------------------------------- | ----------------- | ------------------- | -------------------- | ---------------- | ----------------- |
| 1   | Regatas Lima  | 7       | 6    | 1        | Lima     | Horacio Bastit                                  | Karla Ortiz       | Isabella Vallebuona | Lauren Sanders       | Desiree Sukhov   | x                 |
| 2   | USMP          | 5       | 5    | 0        | Lima     | Byung-Tae Seo (fecha 1 de la Etapa 1)           | Marisol Mendoza   | Taiane De Sousa     | Sau-Mei Yeung        | Yi-Chen Yang     | Lucía Verdier     |
| 2   | USMP          | 5       | 5    | 0        | Lima     | Mauricy Jacobs (fechas 2-9 de la Etapa 1)       | Marisol Mendoza   | Taiane De Sousa     | Sau-Mei Yeung        | Yi-Chen Yang     | Lucía Verdier     |
| 3   | Alianza Lima  | 3       | 0    | 3        | Lima     | Carlos Aparicio                                 | Esmeralda Sánchez | Marina Scherer      | Emanuelle Dos Santos | Daianne Álvarez  | x                 |
| 4   | Géminis       | 3       | 3    | 0        | Lima     | Carlos Rivero                                   | Grecia Herrada    | Yaneirys Rodríguez  | x                    | x                | x                 |
| 5   | CS Italiano   | 2       | 2    | 0        | Lima     | Walter Lung                                     | Elena Keldibekova | Caroline Perotto    | Milagros Hernández   | Bruna Neri       | x                 |
| 6   | Latino Amisa  | 0       | 0    | 0        | Lima     | Natalia Málaga                                  | Andrea Ampuero    | Morgan Bossler      | Kelsi Hobbs          | Anastasia Salina | x                 |
| 7   | Jaamsa        | 0       | 0    | 0        | Lima     | César Arrese (fechas 1-8 de la Etapa 1)         | Zaira Manzo       | Juliana Nogueira    | Ilisandra Klein      | Ednéia Anjos     | x                 |
| 7   | Jaamsa        | 0       | 0    | 0        | Lima     | Andrés Rodríguez (fecha 9 de Etapa 1 y Etapa 2) | Zaira Manzo       | Juliana Nogueira    | Ilisandra Klein      | Ednéia Anjos     | x                 |
| 8   | Rebaza Acosta | 0       | 0    | 0        | Callao   | Martín Rodríguez                                | Wendy Flores      | Emília Oliveira     | Kenia Mendoza        | x                | x                 |
| 9   | Dep. Alianza  | 0       | 0    | 0        | Lima     | Deyvis Yustiz                                   | Jessenia Uceda    | Paula Salinas       | Guadalupe Quiroga    | Iberia Chourio   | x                 |
| 10  | Grupo Soan    | 0       | 0    | 0        | Lima     | Edwin Jiménez (fechas 1-3 de la Etapa 1)        | Dalma Arrascue    | Marianne Fersola    | Julibeth Payano      | Vanessa Caicedo  | Florangel Terrero |
| 10  | Grupo Soan    | 0       | 0    | 0        | Lima     | Nicolás Loja (fechas 4-9 de la Etapa 1)         | Dalma Arrascue    | Marianne Fersola    | Julibeth Payano      | Vanessa Caicedo  | Florangel Terrero |

### Relevos de esta temporada
|   | Descendió a la LNIV 2022                 |
| - | ---------------------------------------- |
| 1 | Molivoleibol (último de la LNSV 2020-21) |

|   | Ascendió a la LNSV 2021-22           |
| - | ------------------------------------ |
| 1 | Grupo Soan (campeón de la LNIV 2021) |

## Jugadoras y comandos técnicos
La información de las plantillas de cada equipo es la que figura en la página de la LNSV 2021-2022.
- Última actualización: 27 de marzo del 2022.

| Alianza Lima | Alianza Lima         | Alianza Lima           | Alianza Lima |
| Camiseta     | Voleibolista         | Posición               | Año Nac.     |
| ------------ | -------------------- | ---------------------- | ------------ |
| 1            | Brenda Uribe         | Opuesta                | 1993         |
| 2            | Diana De la Peña     | Bloqueadora central    | 1999         |
| 3            | Marina Scherer       | Levantadora            | 1994         |
| 4            | Brenda Lobatón       | Receptora              | 1997         |
| 5            | Saskya Silvano       | Bloqueadora central    | 2005         |
| 6            | Aixa Vigil           | Receptora              | 2001         |
| 7            | Emanuelle Dos Santos | Bloqueadora central    | 1997         |
| 8            | Zahira Quiñe         | Líbero                 | 2004         |
| 9            | Daianne Álvarez      | Opuesta                | 1999         |
| 10           | Esmeralda Loroña     | Receptora              | 2001         |
| 11           | Yujhamy Mosquera     | Bloqueadora central    | 1996         |
| 12           | -                    | -                      | -            |
| 13           | -                    | -                      | -            |
| 14           | Camila Chacón        | Levantadora            | 2004         |
| 15           | Keira Zelada         | Receptora              | 2006         |
| 16           | Jessica Tejada       | Levantadora            | 1971         |
| 17           | Ximena Ingaruca      | Opuesta                | 2004         |
| 18           | Ysabella Sánchez     | Receptora              | 1999         |
| 19           | Shiamara Almeida     | Levantadora            | 1996         |
| 20           | Jackeline Huaynalaya | Líbero                 | 2004         |
| 21           | Esmeralda Sánchez    | Líbero                 | 1998         |
| 22           | -                    | -                      | -            |
| 23           | -                    | -                      | -            |
| 24           | -                    | -                      | -            |
| 25           | -                    | -                      | -            |
| #            | Nombre               | Posición               | Año Nac.     |
| 1            | Carlos Aparicio      | Entrenador principal   | 1956         |
| 2            | María Salas          | Entrenador asistente 2 |              |
| 3            | Pamela Lévano        | Fiosioterapeuta        |              |
| 4            | Julio Gutiérrez      | Preparador Físico      |              |
| 5            | Renato Ojeda         | Manager                |              |
| 6            |                      |                        |              |
| 7            |                      |                        |              |

| Circolo Sportivo Italiano | Circolo Sportivo Italiano | Circolo Sportivo Italiano | Circolo Sportivo Italiano | Circolo Sportivo Italiano |
| Camiseta                  | Nombre                    | Posición                  | Nacionalidad Deportiva    | Año Nac.                  |
| ------------------------- | ------------------------- | ------------------------- | ------------------------- | ------------------------- |
| 1                         | Miyuki Guibo              | Receptora                 | Bandera de Perú           | 2004                      |
| 2                         | Fabiana Távara            | Levantadora               | Bandera de Perú           | 2006                      |
| 3                         | Alexandra Andrade         | Receptora                 | Bandera de Perú           | 2003                      |
| 4                         | Cristina Cuba             | Levantadora               | Bandera de Perú           | 1996                      |
| 5                         | María Denegri             | Bloqueadora central       | Bandera de Perú           | 2004                      |
| 6                         | Ketty Zehnder             | Bloqueadora central       | Bandera de Perú           | 2003                      |
| 7                         | Nicole Rodríguez          | Receptora                 | Bandera de Perú           | 2001                      |
| 8                         | Sandra Ostos              | Receptora                 | Bandera de Perú           | 1997                      |
| 9                         | -                         | -                         | -                         | -                         |
| 10                        | Caroline Perotto          | Opuesta                   | Bandera de Brasil         | 1994                      |
| 11                        | Milagros Hernández        | Bloqueadora central       | Bandera de Venezuela      | 1990                      |
| 12                        | Bruna Neri                | Receptora                 | Bandera de Brasil         | 1992                      |
| 13                        | Besna Villegas            | Líbero                    | Bandera de Perú           | 1999                      |
| 14                        | Elena Keldibekova         | Levantadora               | Bandera de Perú           | 1974                      |
| 15                        | Kiara Vicente             | Receptora                 | Bandera de Perú           | 2002                      |
| 16                        | Lesly Johansson           | Bloqueadora central       | Bandera de Perú           | 2000                      |
| 17                        | -                         | -                         | -                         | -                         |
| 18                        | -                         | -                         | -                         | -                         |
| 19                        | -                         | -                         | -                         | -                         |
| 20                        | -                         | -                         | -                         | -                         |
| 21                        | -                         | -                         | -                         | -                         |
| 22                        | Yassinet Salazar          | Receptora                 | Bandera de Perú           | 2001                      |
| 23                        | -                         | -                         | -                         | -                         |
| 24                        | -                         | -                         | -                         | -                         |
| 25                        | -                         | -                         | -                         | -                         |
| #                         | Nombre                    | Posición                  | Nacionalidad Deportiva    | Año Nac.                  |
| 1                         | Walter Lung               | Entrenador principal      | Bandera de Perú           |                           |
| 2                         | Roberto Auqui             | Entrenador asistente      | Bandera de Perú           |                           |
| 3                         | Edgardo Pacheco           | Entrenador asistente 2    |                           |                           |
| 4                         | Mario Salazar             | Fisioterapeuta            |                           |                           |
| 5                         | Miguel Giuria             | Manager                   |                           |                           |
| 6                         |                           |                           |                           |                           |
| 7                         |                           |                           |                           |                           |

| Club de Regatas Lima | Club de Regatas Lima | Club de Regatas Lima   | Club de Regatas Lima      | Club de Regatas Lima |
| Camiseta             | Nombre               | Posición               | Nacionalidad Deportiva    | Año Nac.             |
| -------------------- | -------------------- | ---------------------- | ------------------------- | -------------------- |
| 1                    | Evadelaida Talavera  | Líbero                 | Bandera de Perú           | 2002                 |
| 2                    | -                    | -                      | -                         | -                    |
| 3                    | Giulia Montalbetti   | Bloqueadora central    | Bandera de Perú           | 2001                 |
| 4                    | Rafaella Paz         | Opuesta                | Bandera de Perú           | 2001                 |
| 5                    | Michelle Dark        | Levantadora            | Bandera de Perú           | 2003                 |
| 6                    | Amanda Legario       | Receptora              | Bandera de Perú           | 2004                 |
| 7                    | Jimena Vallejo       | Bloqueadora central    | Bandera de Perú           | 2001                 |
| 8                    | -                    | -                      | -                         | -                    |
| 9                    | -                    | -                      | -                         | -                    |
| 10                   | Miriam Patiño        | Líbero                 | Bandera de Perú           | 1990                 |
| 11                   | Kiara Montes         | Receptora              | Bandera de Perú           | 2001                 |
| 12                   | Isabella Vallebuona  | Levantadora            | Bandera de Chile          | 2002                 |
| 13                   | -                    | -                      | -                         | -                    |
| 14                   | Flavia Montes        | Bloqueadora central    | Bandera de Perú           | 2000                 |
| 15                   | Karla Ortiz          | Receptora              | Bandera de Perú           | 1991                 |
| 16                   | Lauren Sanders       | Bloqueadora central    | Bandera de Estados Unidos | 1999                 |
| 17                   | Desiree Sukhov       | Receptora              | Bandera de Estados Unidos | 1999                 |
| 18                   | Rossana Mesones      | Opuesta                | Bandera de Perú           | 2004                 |
| 19                   | -                    | -                      | -                         | -                    |
| 20                   | -                    | -                      | -                         | -                    |
| 21                   | -                    | -                      | -                         | -                    |
| 22                   | -                    | -                      | -                         | -                    |
| 23                   | Thaisa Mc Leod       | Opuesta                | Bandera de Perú           | 2002                 |
| 24                   | -                    | -                      | -                         | -                    |
| 25                   | -                    | -                      | -                         | -                    |
| #                    | Nombre               | Posición               | Nacionalidad Deportiva    | Año Nac.             |
| 1                    | Horacio Bastit       | Entrenador principal   | Bandera de Argentina      |                      |
| 2                    | Fernando López       | Entrenador asistente   | Bandera de Argentina      |                      |
| 3                    | Guillermo Cáceres    | Entrenador asistente 2 | Bandera de Argentina      |                      |
| 4                    | César Campos         | Fisioterapeuta         | Bandera de Perú           |                      |
| 5                    | Diego Manco          | Preparador Físico      |                           |                      |
| 6                    | Karina Del Castillo  | Manager                | Bandera de Perú           |                      |
| 7                    |                      |                        |                           |                      |

| Géminis  | Géminis             | Géminis                | Géminis                            | Géminis  |
| Camiseta | Nombre              | Posición               | Nacionalidad Deportiva             | Año Nac. |
| -------- | ------------------- | ---------------------- | ---------------------------------- | -------- |
| 1        | Estefany Mariñas    | Líbero                 | Bandera de Perú                    | 2004     |
| 2        | -                   | -                      | -                                  | -        |
| 3        | Alisson Alarcón     | Levantadora            | Bandera de Perú                    | 2003     |
| 4        | Kiara Enríquez      | Levantadora            | Bandera de Perú                    | 2004     |
| 5        | Valeria Bergerot    | Receptora              | Bandera de Perú                    | 2003     |
| 6        | Alexandra Muñoz     | Levantadora            | Bandera de Perú                    | 1992     |
| 7        | Katherine Velazco   | Líbero                 | Bandera de Perú                    | 1990     |
| 8        | Antuanette Arteaga  | Receptora              | Bandera de Perú                    | 2003     |
| 9        | Andrea Sandoval     | Opuesta                | Bandera de Perú                    | 1989     |
| 10       | Fabiana Hurtado     | Bloqueadora central    | Bandera de Perú                    | 2006     |
| 11       | Grecia Herrada      | Receptora              | Bandera de Perú                    | 1993     |
| 12       | Claudia Palza       | Bloqueadora central    | Bandera de Perú                    | 2001     |
| 13       | Jade Rodríguez      | Bloqueadora central    | Bandera de Perú                    | 2003     |
| 14       | -                   | -                      | -                                  | -        |
| 15       | Flor Pérez          | Opuesto                | Bandera de Perú                    | 2005     |
| 16       | -                   | -                      | -                                  | -        |
| 17       | -                   | -                      | -                                  | -        |
| 18       | -                   | -                      | -                                  | -        |
| 19       |                     |                        |                                    |          |
| 20       | -                   | -                      | -                                  | -        |
| 21       | -                   | -                      | -                                  | -        |
| 22       | Anghela Barboza     | Bloqueadora central    | Bandera de Perú                    | 2003     |
| 23       | Yaneirys Rodríguez  | Receptora              | Bandera de la República Dominicana | 2000     |
| 24       | Ariana Vega Centeno | Receptora              | Bandera de Perú                    | 2004     |
| 25       | -                   | -                      | -                                  | -        |
| #        | Nombre              | Posición               | Nacionalidad Deportiva             | Año Nac. |
| 1        | Carlos Rivero       | Entrenador principal   | Bandera de Perú                    |          |
| 2        | Tom Morales         | Entrenador asistente   |                                    |          |
| 3        | Héctor Cancino      | Entrenador asistente 2 |                                    |          |
| 4        | Estefany Núñez      | Fisioterapeuta         |                                    |          |
| 5        | Mauricio Joya       | Preparador Físico      |                                    |          |
| 6        | Tom Morales         | Manager                |                                    |          |
| 7        |                     |                        |                                    |          |

| Deportivo Alianza | Deportivo Alianza   | Deportivo Alianza      | Deportivo Alianza      | Deportivo Alianza |
| Camiseta          | Nombre              | Posición               | Nacionalidad Deportiva | Año Nac.          |
| ----------------- | ------------------- | ---------------------- | ---------------------- | ----------------- |
| 1                 | Ariana Del Castillo | Líbero                 | Bandera de Perú        | 2002              |
| 2                 | Melanny Morales     | Levantadora            | Bandera de Perú        | 1994              |
| 3                 | Zayda Gereda        | Bloqueadora central    | Bandera de Perú        | 2001              |
| 4                 | Xiomara Marichi     | Receptora              | Bandera de Perú        | 1997              |
| 5                 | Paula Salinas       | Levantadora            | Bandera de Chile       | 2000              |
| 6                 | Eliane Silberman    | Bloqueadora central    | Bandera de Perú        | 2004              |
| 7                 | Valeria Rosas       | Receptora              | Bandera de Perú        | 2002              |
| 8                 | Jhoselin López      | Líbero                 | Bandera de Perú        | 2002              |
| 9                 | Guadalupe Quiroga   | Receptora              | Bandera de Argentina   | 1995              |
| 10                | Stefanie Rodríguez  | Receptora              | Bandera de Perú        | 1999              |
| 11                | -                   | -                      | -                      | -                 |
| 12                | Katherine Pauro     | Receptora              | Bandera de Perú        | 2005              |
| 13                | Daniela Retamozo    | Receptora              | Bandera de Perú        | 2002              |
| 14                | Rafaella Valverde   | Receptora              | Bandera de Perú        | 2005              |
| 15                | Rosa Valiente       | Bloqueadora central    | Bandera de Perú        | 1996              |
| 16                | Daniela Flores      | Líbero                 | Bandera de Perú        | 2002              |
| 17                | Iberia Chourio      | Receptora              | Bandera de Venezuela   | 1999              |
| 18                | Steffany Fernández  | Bloqueadora central    | Bandera de Perú        | 2003              |
| 19                | -                   | -                      | -                      | -                 |
| 20                | María Abregú        | Líbero                 | Bandera de Perú        | 2004              |
| 21                | Almudena Súnico     | Bloqueadora central    | Bandera de Perú        | 2004              |
| 22                | Jessenia Uceda      | Receptora              | Bandera de Perú        | 1981              |
| 23                | -                   | -                      | -                      | -                 |
| 24                | -                   | -                      | -                      | -                 |
| 25                | -                   | -                      | -                      | -                 |
| #                 | Nombre              | Posición               | Nacionalidad Deportiva | Año Nac.          |
| 1                 | Dayvis Yustiz       | Entrenador principal   | Bandera de Venezuela   |                   |
| 2                 | Freddy Leiva        | Entrenador asistente   |                        |                   |
| 3                 | Tania Giles         | Entrenador asistente 2 |                        |                   |
| 4                 | Ninoska Olivos      | Fisioterapeuta         |                        |                   |
| 5                 | Pedro Quintana      | Preparador físico      |                        |                   |
| 6                 | Juan López          | Manager                |                        |                   |
| 7                 |                     |                        |                        |                   |

| Jaamsa   | Jaamsa            | Jaamsa                 | Jaamsa                 | Jaamsa   |
| Camiseta | Nombre            | Posición               | Nacionalidad Deportiva | Año Nac. |
| -------- | ----------------- | ---------------------- | ---------------------- | -------- |
| 1        | -                 | -                      | -                      | -        |
| 2        | Jeissy Chía       | Receptora              | Bandera de Perú        | 2006     |
| 3        | Ariana Oblea      | Receptora              | Bandera de Perú        | 2006     |
| 4        | -                 | -                      | -                      | -        |
| 5        | Asli Ramírez      | Recpetora              | Bandera de Perú        | 2003     |
| 6        | Janice Torres     | Líbero                 | Bandera de Perú        | 1989     |
| 7        | Andrea Urrutia    | Bloqueo central        | Bandera de Perú        | 1997     |
| 8        | Angélica Aquino   | Receptora              | Bandera de Perú        | 1990     |
| 9        | Valentina Bozzato | Levantadora            | Bandera de Perú        | 2005     |
| 10       | Zaira Manzo       | Levantadora            | Bandera de Perú        | 1988     |
| 11       | Juliana Nogueira  | Opuesta                | Bandera de Brasil      | 1988     |
| 12       | Ilisandra Klein   | Receptora              | Bandera de Brasil      | 1986     |
| 13       | María Rojas       | Levantadora            | Bandera de Perú        | 2003     |
| 14       | Dayana Rojas      | Líbero                 | Bandera de Perú        | 1997     |
| 15       | Yomhara Rivera    | Receptora              | Bandera de Perú        | 2002     |
| 16       | Annye Gavidia     | Receptora              | Bandera de Perú        | 2002     |
| 17       | Leslie Leyva      | Receptora              | Bandera de Perú        | 1998     |
| 18       | Coraima Gómez     | Receptora              | Bandera de Perú        | 1996     |
| 19       | Keith Meneses     | Receptora              | Bandera de Perú        | 1991     |
| 20       | Edneia Anjos      | Bloqueo central        | Bandera de Brasil      | 1980     |
| 21       | -                 | -                      | -                      | -        |
| 22       | -                 | -                      | -                      | -        |
| 23       | -                 | -                      | -                      | -        |
| 24       | -                 | -                      | -                      | -        |
| 25       | -                 | -                      | -                      | -        |
| #        | Nombre            | Posición               | Nacionalidad Deportiva | Año Nac. |
| 1        | Andrés Rodríguez  | Entrenador principal   | Bandera de Perú        |          |
| 2        | Walter Maldonado  | Entrenador asistente   |                        |          |
| 3        | Juan Murguia      | Entrenador asistente 2 |                        |          |
| 4        | Keymer Robles     | Estadístico            |                        |          |
| 5        | Deborah Barahona  | Fisioterapeuta         |                        |          |
| 6        | Dante Yorgues     | Preparador físico      |                        |          |
| 7        |                   |                        |                        |          |

| Latino Amisa | Latino Amisa      | Latino Amisa          | Latino Amisa              | Latino Amisa |
| Camiseta     | Nombre            | Posición              | Nacionalidad Deportiva    | Año Nac.     |
| ------------ | ----------------- | --------------------- | ------------------------- | ------------ |
| 1            | Morgan Bossler    | Bloqueadora central   | Bandera de Estados Unidos | 1999         |
| 2            | Mirtha Uribe      | Bloqueadora central   | Bandera de Perú           | 1985         |
| 3            | María Rodríguez   | Opuesta               | Bandera de Perú           | 2002         |
| 4            | Andrea Ampuero    | Receptora             | Bandera de Perú           | 1987         |
| 5            | Alinson Vela      | Receptora             | Bandera de Perú           | 1997         |
| 6            | Camila Pineda     | Levantadora           | Bandera de Perú           | 2001         |
| 7            | Danae Carranza    | Receptora             | Bandera de Perú           | 1994         |
| 8            | Kelsi Hobbs       | Opuesta               | Bandera de Estados Unidos | 1997         |
| 9            | Anastasia Salina  | Levantadora           |                           | 1988         |
| 10           | María Cisneros    | Receptora             | Bandera de Perú           | 2004         |
| 11           | Jennifer Iglesias | Líbero                | Bandera de Perú           | 2001         |
| 12           | Nagielly Calixtro | Receptora             | Bandera de Perú           | 2000         |
| 13           | Yomira Villacorta | Líbero                | Bandera de Perú           | 1996         |
| 14           | Gianet Soto       | Receptora             | Bandera de Perú           | 2004         |
| 15           | Priscila Felipe   | Receptora             | Bandera de Perú           | 2004         |
| 16           | Cinthia Herrera   | Bloqueadora central   | Bandera de Perú           | 1989         |
| 17           | Xiomeli Valencia  | Bloqueadora central   | Bandera de Perú           | 1998         |
| 18           | Zoila Huamán      | Bloqueadora central   | Bandera de Perú           | 1995         |
| 19           | Naomi Earl        | Receptora             | Bandera de Perú           | 2003         |
| 20           | -                 | -                     | -                         | -            |
| 21           | -                 | -                     | -                         | -            |
| 22           | -                 | -                     | -                         | -            |
| 23           | -                 | -                     | -                         | -            |
| 24           | -                 | -                     | -                         | -            |
| 25           | -                 | -                     | -                         | -            |
| #            | Nombre            | Posición              | Nacionalidad Deportiva    | Año Nac.     |
| 1            | Natalia Málaga    | Entrenadora principal | Bandera de Perú           |              |
| 2            | Byung-Tae Seo     | Entrenador asistente  | Bandera de Corea del Sur  |              |
| 3            | Diego Galván      | Preparador Físico     |                           |              |
| 4            | Cenaida Uribe     | Manager               | Bandera de Perú           |              |
| 5            |                   |                       |                           |              |
| 6            |                   |                       |                           |              |
| 7            |                   |                       |                           |              |

| Grupo Soan | Grupo Soan         | Grupo Soan           | Grupo Soan                         | Grupo Soan |
| Camiseta   | Nombre             | Posición             | Nacionalidad Deportiva             | Año Nac.   |
| ---------- | ------------------ | -------------------- | ---------------------------------- | ---------- |
| 1          | Olinda Lovera      | Bloqueadora central  | Bandera de Perú                    | 1998       |
| 2          | Karina Yauris      | Líbero               | Bandera de Perú                    | 1995       |
| 3          | Tayna Abdons       | Receptora            | Bandera de Perú                    | 1993       |
| 4          | Marianne Fersola   | Bloqueadora central  | Bandera de la República Dominicana | 1992       |
| 5          | Britanny Rivera    | Receptora            | Bandera de Perú                    | 2000       |
| 6          | Sol Castillo       | Receptora            | Bandera de Perú                    | 2000       |
| 7          | -                  | -                    | -                                  | -          |
| 8          | Julibeth Payano    | Receptora            | Bandera de la República Dominicana | 1999       |
| 9          | Dalma Arrascue     | Opuesta              | Bandera de Perú                    | 1995       |
| 10         | Ángela Jiménez     | Líbero               | Bandera de Perú                    | 2002       |
| 11         | Vanessa Caicedo    | Receptora            | Bandera de Colombia                | 1996       |
| 12         | Florangel Terrero  | Opuesta              | Bandera de la República Dominicana | 2003       |
| 13         | Yurico Ventura     | Levantadora          | Bandera de Perú                    | 1990       |
| 14         | Alessandra Ampuero | Levantadora          | Bandera de Perú                    | 1997       |
| 15         | Solange Del Pozo   | Líbero               | Bandera de Perú                    | 1985       |
| 16         | -                  | -                    | -                                  | -          |
| 17         | Damaris Laura      | Receptora            | Bandera de Perú                    | 2002       |
| 18         | -                  | -                    | -                                  | -          |
| 19         | -                  | -                    | -                                  | -          |
| 20         | -                  | -                    | -                                  | -          |
| 21         | -                  | -                    | -                                  | -          |
| 22         | -                  | -                    | -                                  | -          |
| 23         | -                  | -                    | -                                  | -          |
| 24         | -                  | -                    | -                                  | -          |
| 25         | -                  | -                    | -                                  | -          |
| #          | Nombre             | Posición             | Nacionalidad Deportiva             | Año Nac.   |
| 1          | Nicolás Loja       | Entrenador principal |                                    |            |
| 2          | Daniel Flores      | Entrenador asistente |                                    |            |
| 3          | Laura Tello        | Fisioterapeuta       |                                    |            |
| 4          | John Córdova       | Manager              |                                    |            |
| 5          |                    |                      |                                    |            |
| 6          |                    |                      |                                    |            |
| 7          |                    |                      |                                    |            |

| Rebaza Acosta | Rebaza Acosta       | Rebaza Acosta          | Rebaza Acosta          | Rebaza Acosta |
| Camiseta      | Nombre              | Posición               | Nacionalidad Deportiva | Año Nac.      |
| ------------- | ------------------- | ---------------------- | ---------------------- | ------------- |
| 1             | Belia Milla         | Receptora              | Bandera de Perú        | 2002          |
| 2             | Araceli Valenzuela  | Receptora              | Bandera de Perú        | 2006          |
| 3             | Almendra Escobedo   | Líbero                 | Bandera de Perú        | 1998          |
| 4             | Maika Da Silva      | Opuesta                | Bandera de Perú        | 1997          |
| 5             | -                   | -                      | -                      | -             |
| 6             | Maricarmen Guerrero | Bloqueadora central    | Bandera de Perú        | 1999          |
| 7             | Diana Magallanes    | Levantadora            | Bandera de Perú        | 1998          |
| 8             | Fiorela Torreblanca | Opuesta                | Bandera de Perú        | 2001          |
| 9             | Karla Mühlig        | Receptora              | Bandera de Perú        | 2004          |
| 10            | -                   | -                      | -                      | -             |
| 11            | Danitza Llaro       | Receptora              | Bandera de Perú        | 2000          |
| 12            | Yorensh Valdez      | Levantadora            | Bandera de Perú        | 2006          |
| 13            | -                   | -                      | -                      | -             |
| 14            | Sandra Santana      | Levantadora            | Bandera de Perú        | 1995          |
| 15            | -                   | -                      | -                      | -             |
| 16            | Emilia Oliveira     | Bloqueadora central    | Bandera de Brasil      | 1992          |
| 17            | Nayeli Yabar        | Opuesto                | Bandera de Perú        | 2000          |
| 18            | Kenia Mendoza       | Receptora              | Bandera de Colombia    | 2002          |
| 19            | Belén Bazán         | Receptora              | Bandera de Perú        | 2005          |
| 20            | Wendy Flores        | Líbero                 | Bandera de Perú        | 1995          |
| 21            | Camila Mendoza      | Bloqueadora central    | Bandera de Perú        | 2003          |
| 22            | -                   | -                      | -                      | -             |
| 23            | Belén Herrera       | Bloqueadora central    | Bandera de Perú        | 2004          |
| 24            | -                   | -                      | -                      | -             |
| 25            | -                   | -                      | -                      | -             |
| #             | Nombre              | Posición               | Nacionalidad Deportiva | Año Nac.      |
| 1             | Martín Rodríguez    | Entrenador principal   | Bandera de Perú        |               |
| 2             | Diego Gadea         | Entrenador asistente   |                        |               |
| 3             | Oswaldo Yépez       | Estadístico            |                        |               |
| 4             | Roy Mauricio        | Entrenador asistente 2 | Bandera de Perú        |               |
| 5             | Daniel Canales      | Fisioterapeuta         | Bandera de Perú        |               |
| 6             | Wilfredo Arce       | Preparador Físico      | Bandera de Perú        |               |
| 7             | José Vergara        | Manager                |                        |               |

| Universidad de San Martín de Porres | Universidad de San Martín de Porres | Universidad de San Martín de Porres | Universidad de San Martín de Porres | Universidad de San Martín de Porres |
| Camiseta                            | Nombre                              | Posición                            | Nacionalidad Deportiva              | Año Nac.                            |
| ----------------------------------- | ----------------------------------- | ----------------------------------- | ----------------------------------- | ----------------------------------- |
| 1                                   | Ángela Niquen                       | Bloquadora central                  | Bandera de Perú                     | 2004                                |
| 2                                   | Taiane De Sousa                     | Receptora                           | Bandera de Brasil                   | 1995                                |
| 3                                   | Sau-Mei Yeung                       | Bloquadora central                  | Bandera de Hong Kong                | 1985                                |
| 4                                   | Abby Gonzales                       | Receptora                           | Bandera de Perú                     | 2003                                |
| 5                                   | Paola Villegas                      | Líbero                              | Bandera de Perú                     | 1999                                |
| 6                                   | Alexandra Machado                   | Bloquadora central                  | Bandera de Perú                     | 1995                                |
| 7                                   | Doris Mendoza                       | Bloquadora central                  | Bandera de Perú                     | 1985                                |
| 8                                   | María Pérez                         | Receptora                           | Bandera de Perú                     | 2004                                |
| 9                                   | Pamela Cuya                         | Líbero                              | Bandera de Perú                     | 2003                                |
| 10                                  | Shanaiya Aymé                       | Receptora                           | Bandera de Perú                     | 2001                                |
| 11                                  | Roxana Muñoz                        | Receptora                           | Bandera de Perú                     | 2001                                |
| 12                                  | Yi-Chen Yang                        | Levantadora                         | Bandera de China Taipéi             | 1992                                |
| 13                                  | Lucía Verdier                       | Receptora                           | Bandera de Argentina                | 1999                                |
| 14                                  | Yamilé Otero                        | Bloquadora central                  | Bandera de Perú                     | 2003                                |
| 15                                  | -                                   | -                                   | -                                   | -                                   |
| 16                                  | Astrid Ruiz                         | Opuesta                             | Bandera de Perú                     | 1997                                |
| 17                                  | Jade Cuya                           | Levantadora                         | Bandera de Perú                     | 2003                                |
| 18                                  | -                                   | -                                   | -                                   | -                                   |
| 19                                  | -                                   | -                                   | -                                   | -                                   |
| 20                                  | Paola García                        | Bloquadora central                  | Bandera de Perú                     | 1987                                |
| 21                                  | -                                   | -                                   | -                                   | -                                   |
| 22                                  | Marcela Olascuaga                   | Líbero                              | Bandera de Perú                     | 2004                                |
| 23                                  | -                                   | -                                   | -                                   | -                                   |
| 24                                  | Ana Torres                          | Opuesta                             | Bandera de Perú                     | 2005                                |
| 25                                  | Ariana Ramírez                      | Receptora                           | Bandera de Perú                     | 2005                                |
| #                                   | Nombre                              | Posición                            | Nacionalidad Deportiva              | Año Nac.                            |
| 1                                   | Mauricy Jacobs                      | Entrenador principal                | Bandera de Brasil                   |                                     |
| 2                                   | Diego Recavarren                    | Entrenador asistente                |                                     |                                     |
| 3                                   | Albert Maduro                       | Entreandor asistente 2              |                                     |                                     |
| 4                                   | Adrián Azocar                       | Fisioterapeuta                      |                                     |                                     |
| 5                                   | Carmen Del Castillo                 | Manager                             |                                     |                                     |
| 6                                   |                                     |                                     |                                     |                                     |
| 7                                   |                                     |                                     |                                     |                                     |

## Etapa 1
Esta etapa consiste en una sola ronda de todos contra todos. Tras terminar las nueve fechas, los cuatro mejores equipos jugarán por el título nacional en la Serie A de la Etapa 2, mientras que el noveno revalidará su categoría ante el segundo de la LNIV 2022 y el décimo descenderá directo a la LNIV 2023. En cuanto a los clasificados del quinto al octavo lugar, estos jugarán por el quinto puesto del torneo en la Serie B de la Etapa 2.      

### Clasificación de la Etapa 1
Cada triunfo por 3-0 y por 3-1 otorga 3 puntos al equipo ganador y cada triunfo por 3-2 otorga 2 puntos al equipo ganador y 1 punto al equipo perdedor. Si hay empate en puntos, se desempata teniendo en cuenta la cantidad de partidos ganados. Si el empate persiste, el ratio de sets. Si el empate continúa, el ratio de puntos.   
- Clasifican a la Serie A por el título nacional.      Juegan la Serie B por el quinto lugar.      Juega el Revalidación contra el segundo de la LNIV.      Desciende directamente a la LNIV.
- Última actualización: 24 de julio del 2022.

| Pos. | Equipos          | Puntajes | Partidos | Partidos | Partidos | Resultados | Resultados | Resultados | Resultados | Resultados | Resultados | Sets | Sets | Sets  | Puntos | Puntos | Puntos | Detalle                     |
| Pos. | Equipos          | Puntajes | PJ       | PG       | PP       | 3-0        | 3-1        | 3-2        | 2-3        | 1-3        | 0-3        | SG   | SP   | Ratio | PG     | PP     | Ratio  | Detalle                     |
| ---- | ---------------- | -------- | -------- | -------- | -------- | ---------- | ---------- | ---------- | ---------- | ---------- | ---------- | ---- | ---- | ----- | ------ | ------ | ------ | --------------------------- |
| 1°   | Regatas Lima (*) | 24       | 9        | 8        | 1        | 5          | 3          |            |            | 1          |            | 25   | 6    | 4.167 | 739    | 543    | 1.407  | Clasificados a la Serie A   |
| 2°   | Latino Amisa     | 19       | 9        | 6        | 3        | 3          | 3          |            | 1          |            | 2          | 20   | 12   | 1.667 | 720    | 675    | 1.067  | Clasificados a la Serie A   |
| 3°   | Alianza Lima     | 18       | 9        | 6        | 3        | 1          | 4          | 1          | 1          | 1          | 1          | 21   | 15   | 1.400 | 825    | 771    | 1.070  | Clasificados a la Serie A   |
| 4°   | Géminis          | 18       | 9        | 6        | 3        | 1          | 4          | 1          | 1          | 1          | 1          | 21   | 15   | 1.400 | 789    | 743    | 1.062  | Clasificados a la Serie A   |
| 5°   | Jaamsa           | 17       | 9        | 6        | 3        | 2          | 2          | 2          | 1          | 2          |            | 22   | 15   | 1.467 | 811    | 786    | 1.032  | Jugarán la Serie B          |
| 6°   | CS Italiano      | 12       | 9        | 4        | 5        | 4          |            |            |            | 4          | 1          | 16   | 15   | 1.067 | 712    | 692    | 1.029  | Jugarán la Serie B          |
| 7°   | Rebaza Acosta    | 11       | 9        | 4        | 5        | 1          | 2          | 1          |            | 3          | 2          | 15   | 19   | 0.789 | 725    | 748    | 0.969  | Jugarán la Serie B          |
| 8°   | Dep. Alianza     | 7        | 9        | 2        | 7        |            |            | 2          | 3          | 2          | 2          | 14   | 25   | 0.560 | 795    | 863    | 0.921  | Jugarán la Serie B          |
| 9°   | Grupo Soan (*)   | 7        | 9        | 2        | 7        | 1          | 1          |            | 1          | 2          | 4          | 10   | 22   | 0.454 | 636    | 698    | 0.911  | Jugará la Revalidación (**) |
| 10°  | USMP (*)         | 2        | 9        | 1        | 8        |            |            | 1          |            | 3          | 5          | 6    | 26   | 0.230 | 542    | 775    | 0.678  | Desciende a la LNIV (***)   |

(*) De acuerdo a la Resolución N° 001-CC-LNSF-F-2021/2022 del Comité de Control de la LNS Femenino 2021-2022, publicada el 28 de febrero del 2022, atendiendo el reclamo interpuesto por el Grupo Soan, la USMP fue declarado perdedor de "todos los partidos que haya participado con la jugadora Alexandra Geraldine Machado Chávez, con la consiguiente pérdida de puntos y con un marcador en blanco". Por esta razón, los resultados de los partidos USMP 3 Grupo Soan 1 (fecha 2) y Regatas Lima 1 USMP 3 (fecha 3) han sido cambiados en la Clasificación oficial de la LNSV por los siguientes: USMP 0 Grupo Soan 3 y Regatas Lima 3 USMP 0. 
(**) Según las bases de la LNSV 2021-2022, el equipo que quedó clasificado en la novena posición de la Etapa 1 enfrentaría al segundo de la Liga Nacional Intermedia de Voley 2022 en un partido de Revalidación para definir qué equipo jugaría la LNSV 2022-2023. Dicha Revalidación debía jugarla el Grupo Soan, pero la FPV creó el Torneo Reclasificatorio Femenino 2022 con el fin de aumentar la cantidad de equipos de 10 a 12 participantes, por lo que el partido de Revalidación quedó anulado. De esta manera, Grupo Soan mantuvo la categoría para la temporada 2022-2023.  
(***) Asimismo, la Federación dejó sin efecto el descenso directo de la USMP a la Liga Nacional Intermedia de Voley 2022, permitiéndole participar del Torneo Reclasificatorio, pese a terminar en la última posición de la LNSV 2021-22. La USMP solo habría descendido a la LNIV 2022 si es que no lograba ubicarse entre los tres mejores equipos del Reclasificatorio, pero terminó ganando el torneo sin perder un set, por lo que también mantuvo la categoría para la temporada 2022-2023.

### Evolución de posiciones en la Etapa 1
- Clasifican a la Serie A por el título nacional.      Juegan la Serie B por el quinto lugar.      Juega el Repechaje contra el segundo de la LNIV.      Desciende directamente a la LNIV.
- Última actualización: 28 de febrero del 2022.

| N.° | Equipo        | Fecha 1 | Fecha 2 | Fecha 3 | Fecha 4 | Fecha 5 | Fecha 6 | Fecha 7 | Fecha 8 | Fecha 9 |
| --- | ------------- | ------- | ------- | ------- | ------- | ------- | ------- | ------- | ------- | ------- |
| 1º  | Regatas Lima  | 3º      | 1º      | 3º      | 1º      | 1º      | 1º      | 1º      | 1º      | 1º      |
| 2º  | Latino Amisa  | 9º      | 6º      | 4º      | 2º      | 5º      | 3º      | 2º      | 2º      | 2º      |
| 3º  | Alianza Lima  | 5º      | 7º      | 7º      | 5º      | 4º      | 2º      | 5º      | 4º      | 3º      |
| 4º  | Géminis       | 1º      | 3º      | 1º      | 3º      | 3º      | 5º      | 4º      | 3º      | 4º      |
| 5º  | Jaamsa        | 2º      | 2º      | 2º      | 4º      | 2º      | 4º      | 3º      | 5º      | 5º      |
| 6º  | CS Italiano   | 4º      | 4º      | 6º      | 8º      | 7º      | 6º      | 6º      | 6º      | 6º      |
| 7º  | Rebaza Acosta | 10º     | 10º     | 8º      | 6º      | 6º      | 7º      | 7º      | 7º      | 7º      |
| 8º  | Dep. Alianza  | 6º      | 8º      | 9º      | 9º      | 9º      | 9º      | 9º      | 9º      | 8º      |
| 9º  | Grupo Soan    | 8º      | 9º      | 10º     | 10º     | 10º     | 10º     | 10º     | 10º     | 9º      |
| 10º | USMP          | 7º      | 5º      | 5º      | 7º      | 8º      | 8º      | 8º      | 8º      | 10°     |

### Resultados de la Etapa 1
Los 45 partidos de la Etapa 1 se jugaron desde el 16 de diciembre del 2021 hasta el 26 de febrero del 2022. 
| Fecha 1 | Fecha 1         | Fecha 1 | Fecha 1      | Fecha 1 | Fecha 1       | Fecha 1 | Fecha 1 | Fecha 1 | Fecha 1 | Fecha 1 | Fecha 1 | Fecha 1             |
| N.°     | Fecha           | Hora    | Equipo 1     | Res.    | Equipo 2      | Set 1   | Set 2   | Set 3   | Set 4   | Set 5   | Total   | MVP                 |
| ------- | --------------- | ------- | ------------ | ------- | ------------- | ------- | ------- | ------- | ------- | ------- | ------- | ------------------- |
| 1       | 16 de diciembre | 15:00   | Regatas Lima | 3-0     | Grupo Soan    | 25-15   | 25-23   | 25-17   | x       | x       | 75-55   | Isabella Vallebuona |
| 2       | 18 de diciembre | 15:00   | Dep. Alianza | 2-3     | Alianza Lima  | 25-27   | 27-25   | 14-25   | 25-22   | 8-15    | 99-114  | Ysabella Sánchez    |
| 3       | 18 de diciembre | 17:30   | USMP         | 0-3     | CS Italiano   | 19-25   | 21-25   | 20-25   | x       | x       | 60-75   | Lesly Johansson     |
| 4       | 19 de diciembre | 15:00   | Géminis      | 3-0     | Rebaza Acosta | 25-19   | 25-17   | 25-13   | x       | x       | 75-49   | Andrea Sandoval     |
| 5       | 19 de diciembre | 17:30   | Latino Amisa | 0-3     | Jaamsa        | 19-25   | 15-25   | 18-25   | x       | x       | 52-75   | Keith Meneses       |

| Fecha 2 | Fecha 2     | Fecha 2 | Fecha 2      | Fecha 2 | Fecha 2        | Fecha 2 | Fecha 2 | Fecha 2 | Fecha 2 | Fecha 2 | Fecha 2 | Fecha 2            |
| N.° | Fecha       | Hora    | Equipo 1     | Res.    | Equipo 2       | Set 1   | Set 2   | Set 3   | Set 4   | Set 5   | Total   | MVP                |
| --- | ----------- | ------- | ------------ | ------- | -------------- | ------- | ------- | ------- | ------- | ------- | ------- | ------------------ |
| 6 | 19 de enero | 15:00   | Regatas Lima | 3-0     | Dep. Alianza   | 25-20   | 25-17   | 25-13   | x       | x       | 75-50   | Miriam Patiño      |
| 7 | 19 de enero | 17:30   | USMP (*)     | 3-1     | Grupo Soan (*) | 25-22   | 22-25   | 25-19   | 25-23   | x       | 97-89   | Yi-Chen Yang       |
| 8 | 22 de enero | 15:00   | Géminis      | 3-1     | Alianza Lima   | 20-25   | 25-23   | 25-20   | 25-20   | x       | 95-88   | Yaneirys Rodríguez |
| 9 | 22 de enero | 17:30   | Latino Amisa | 3-1     | CS Italiano    | 25-20   | 26-24   | 20-25   | 28-26   | x       | 99-95   | María Rodríguez    |
| 10 | 23 de enero | 15:00   | Jaamsa       | 3-1     | Rebaza Acosta  | 25-17   | 25-27   | 25-23   | 25-22   | x       | 100-89  | Juliana Nogueira   |
| (*) De acuerdo a la Resolución N° 001-CC-LNSF-F-2021/2022 del Comité de Control de la LNS Femenino 2021-2022, publicada el 28 de febrero del 2022, el resultado del partido USMP 3 Grupo Soan 1 ha sido cambiado en la Clasificación oficial de la LNSV por el siguiente: USMP 0 Grupo Soan 3 (0-25, 0-25 y 0-25). |             |         |              |         |                |         |         |         |         |         |         |                    |

| Fecha 3 | Fecha 3     | Fecha 3 | Fecha 3          | Fecha 3 | Fecha 3      | Fecha 3 | Fecha 3 | Fecha 3 | Fecha 3 | Fecha 3 | Fecha 3 | Fecha 3          |
| N.° | Fecha       | Hora    | Equipo 1         | Res.    | Equipo 2     | Set 1   | Set 2   | Set 3   | Set 4   | Set 5   | Total   | MVP              |
| --- | ----------- | ------- | ---------------- | ------- | ------------ | ------- | ------- | ------- | ------- | ------- | ------- | ---------------- |
| 11 | 23 de enero | 17:30   | Regatas Lima (*) | 1-3     | USMP (*)     | 22-25   | 19-25   | 25-15   | 23-25   | x       | 89-90   | Shanaiya Ayme    |
| 12 | 25 de enero | 15:00   | Géminis          | 3-1     | Dep. Alianza | 20-25   | 25-23   | 25-14   | 26-24   | x       | 96-86   | Andrea Sandoval  |
| 13 | 25 de enero | 17:30   | Latino Amisa     | 3-0     | Grupo Soan   | 25-19   | 25-13   | 25-16   | x       | x       | 75-48   | Morgan Bossler   |
| 14 | 29 de enero | 15:00   | Jaamsa           | 3-2     | Alianza Lima | 25-23   | 25-19   | 21-25   | 19-25   | 17-15   | 107-107 | Angélica Aquino  |
| 15 | 29 de enero | 17:30   | Rebaza Acosta    | 3-1     | CS Italiano  | 25-15   | 21-25   | 25-21   | 25-22   | x       | 96-83   | Lucía Magallanes |
| (*) De acuerdo a la Resolución N° 001-CC-LNSF-F-2021/2022 del Comité de Control de la LNS Femenino 2021-2022, publicada el 28 de febrero del 2022, el resultado del partido Regatas Lima 1 USMP 3 ha sido cambiado en la Clasificación oficial de la LNSV por el siguiente: Regatas Lima 3 USMP 0 (25-0, 25-0 y 25-0). |             |         |                  |         |              |         |         |         |         |         |         |                  |

| Fecha 4 | Fecha 4      | Fecha 4 | Fecha 4       | Fecha 4 | Fecha 4      | Fecha 4 | Fecha 4 | Fecha 4 | Fecha 4 | Fecha 4 | Fecha 4 | Fecha 4          |
| N.°     | Fecha        | Hora    | Equipo 1      | Res.    | Equipo 2     | Set 1   | Set 2   | Set 3   | Set 4   | Set 5   | Total   | MVP              |
| ------- | ------------ | ------- | ------------- | ------- | ------------ | ------- | ------- | ------- | ------- | ------- | ------- | ---------------- |
| 16      | 30 de enero  | 15:00   | Regatas Lima  | 3-1     | Géminis      | 15-25   | 25-15   | 25-15   | 25-20   | x       | 90-75   | Lauren Sanders   |
| 17      | 30 de enero  | 17:30   | Latino Amisa  | 3-0     | USMP         | 25-19   | 25-19   | 25-21   | x       | x       | 75-59   | Anastasia Salina |
| 18      | 3 de febrero | 15:00   | Jaamsa        | 2-3     | Dep. Alianza | 25-19   | 16-25   | 25-20   | 17-25   | 14-16   | 97-105  | Iberia Chourio   |
| 19      | 3 de febrero | 17:30   | Rebaza Acosta | 3-0     | Grupo Soan   | 25-16   | 25-18   | 25-13   | x       | x       | 75-47   | Kenia Mendoza    |
| 20      | 5 de febrero | 15:00   | CS Italiano   | 0-3     | Alianza Lima | 23-25   | 21-25   | 21-25   | x       | x       | 65-75   | Ysabella Sánchez |

| Fecha 5 | Fecha 5      | Fecha 5 | Fecha 5       | Fecha 5 | Fecha 5      | Fecha 5 | Fecha 5 | Fecha 5 | Fecha 5 | Fecha 5 | Fecha 5 | Fecha 5           |
| N.°     | Fecha        | Hora    | Equipo 1      | Res.    | Equipo 2     | Set 1   | Set 2   | Set 3   | Set 4   | Set 5   | Total   | MVP               |
| ------- | ------------ | ------- | ------------- | ------- | ------------ | ------- | ------- | ------- | ------- | ------- | ------- | ----------------- |
| 21      | 5 de febrero | 17:30   | Regatas Lima  | 3-0     | Latino Amisa | 25-17   | 25-20   | 25-23   | x       | x       | 75-60   | Flavia Montes     |
| 22      | 6 de febrero | 15:00   | Jaamsa        | 3-2     | Géminis      | 25-23   | 21-25   | 15-25   | 25-20   | 15-7    | 101-100 | Coraima Gómez     |
| 23      | 6 de febrero | 17:30   | Rebaza Acosta | 3-1     | USMP         | 26-24   | 20-25   | 25-18   | 25-22   | x       | 96-79   | Nicole Da Silva   |
| 24      | 8 de febrero | 15:00   | CS Italiano   | 3-0     | Dep. Alianza | 25-19   | 25-19   | 26-24   | x       | x       | 76-62   | Elena Keldibekova |
| 25      | 8 de febrero | 17:30   | Alianza Lima  | 3-1     | Grupo Soan   | 23-25   | 25-22   | 25-12   | 26-24   | x       | 99-83   | Daniela Uribe     |

| Fecha 6 | Fecha 6       | Fecha 6 | Fecha 6       | Fecha 6 | Fecha 6      | Fecha 6 | Fecha 6 | Fecha 6 | Fecha 6 | Fecha 6 | Fecha 6 | Fecha 6            |
| N.°     | Fecha         | Hora    | Equipo 1      | Res.    | Equipo 2     | Set 1   | Set 2   | Set 3   | Set 4   | Set 5   | Total   | MVP                |
| ------- | ------------- | ------- | ------------- | ------- | ------------ | ------- | ------- | ------- | ------- | ------- | ------- | ------------------ |
| 26      | 10 de febrero | 15:00   | Regatas Lima  | 3-1     | Jaamsa       | 23-25   | 25-22   | 25-17   | 25-17   | x       | 98-81   | Miriam Patiño      |
| 27      | 10 de febrero | 17:30   | Rebaza Acosta | 1-3     | Latino Amisa | 22-25   | 25-18   | 21-25   | 19-25   | x       | 87-93   | Kelsi Hobbs        |
| 28      | 12 de febrero | 15:00   | CS Italiano   | 3-0     | Géminis      | 25-17   | 25-20   | 25-21   | x       | x       | 75-58   | Milagros Hernández |
| 29      | 12 de febrero | 17:30   | Alianza Lima  | 3-1     | USMP         | 25-19   | 25-20   | 24-26   | 25-20   | x       | 99-85   | Ysabella Sánchez   |
| 30      | 13 de febrero | 15:00   | Grupo Soan    | 2-3     | Dep. Alianza | 27-25   | 27-25   | 17-25   | 18-25   | 7-15    | 96-115  | Guadalupe Quiroga  |

| Fecha 7 | Fecha 7       | Fecha 7 | Fecha 7      | Fecha 7 | Fecha 7       | Fecha 7 | Fecha 7 | Fecha 7 | Fecha 7 | Fecha 7 | Fecha 7 | Fecha 7         |
| N.°     | Fecha         | Hora    | Equipo 1     | Res.    | Equipo 2      | Set 1   | Set 2   | Set 3   | Set 4   | Set 5   | Total   | MVP             |
| ------- | ------------- | ------- | ------------ | ------- | ------------- | ------- | ------- | ------- | ------- | ------- | ------- | --------------- |
| 31      | 13 de febrero | 17:30   | Regatas Lima | 3-0     | Rebaza Acosta | 25-20   | 25-15   | 25-16   | x       | x       | 75-51   | Kiara Montes    |
| 32      | 15 de febrero | 15:00   | CS Italiano  | 1-3     | Jaamsa        | 23-25   | 20-25   | 25-13   | 16-25   | x       | 84-88   | Angélica Aquino |
| 33      | 15 de febrero | 17:30   | Alianza Lima | 0-3     | Latino Amisa  | 21-25   | 17-25   | 21-25   | x       | x       | 59-75   | Andrea Ampuero  |
| 34      | 17 de febrero | 15:00   | Grupo Soan   | 1-3     | Géminis       | 25-19   | 21-25   | 13-25   | 16-25   | x       | 75-94   | Grecia Herrada  |
| 35      | 17 de febrero | 17:30   | Dep. Alianza | 2-3     | USMP          | 21-25   | 21-25   | 28-26   | 25-20   | 14-16   | 109-112 | Taiane De Sousa |

| Fecha 8 | Fecha 8       | Fecha 8 | Fecha 8      | Fecha 8 | Fecha 8       | Fecha 8 | Fecha 8 | Fecha 8 | Fecha 8 | Fecha 8 | Fecha 8 | Fecha 8           |
| N.°     | Fecha         | Hora    | Equipo 1     | Res.    | Equipo 2      | Set 1   | Set 2   | Set 3   | Set 4   | Set 5   | Total   | MVP               |
| ------- | ------------- | ------- | ------------ | ------- | ------------- | ------- | ------- | ------- | ------- | ------- | ------- | ----------------- |
| 36      | 19 de febrero | 15:00   | Regatas Lima | 3-1     | CS Italiano   | 25-22   | 25-19   | 17-25   | 25-15   | x       | 92-81   | Lauren Sanders    |
| 37      | 19 de febrero | 17:30   | Alianza Lima | 3-1     | Rebaza Acosta | 25-17   | 25-16   | 19-25   | 25-20   | x       | 94-78   | Esmeralda Sánchez |
| 38      | 20 de febrero | 15:00   | Grupo Soan   | 3-1     | Jaamsa        | 25-21   | 20-25   | 25-22   | 25-19   | x       | 95-87   | Vanessa Caicedo   |
| 39      | 20 de febrero | 17:30   | Dep. Alianza | 1-3     | Latino Amisa  | 25-18   | 22-25   | 15-25   | 15-25   | x       | 77-93   | Mirtha Uribe      |
| 40      | 22 de febrero | 15:00   | USMP         | 1-3     | Géminis       | 25-21   | 11-25   | 23-25   | 22-25   | x       | 81-96   | Claudia Palza     |

| Fecha 9 | Fecha 9       | Fecha 9 | Fecha 9      | Fecha 9 | Fecha 9       | Fecha 9 | Fecha 9 | Fecha 9 | Fecha 9 | Fecha 9 | Fecha 9 | Fecha 9           |
| N.°     | Fecha         | Hora    | Equipo 1     | Res.    | Equipo 2      | Set 1   | Set 2   | Set 3   | Set 4   | Set 5   | Total   | MVP               |
| ------- | ------------- | ------- | ------------ | ------- | ------------- | ------- | ------- | ------- | ------- | ------- | ------- | ----------------- |
| 41      | 22 de febrero | 17:30   | Grupo Soan   | 0-3     | CS Italiano   | 26-28   | 20-25   | 16-25   | x       | x       | 62-78   | Elena Keldibekova |
| 42      | 24 de febrero | 15:00   | Dep. Alianza | 2-3     | Rebaza Acosta | 25-19   | 20-25   | 10-25   | 25-20   | 12-15   | 92-104  | Emilia Oliveira   |
| 43      | 24 de febrero | 17:30   | USMP         | 0-3     | Jaamsa        | 23-25   | 17-25   | 16-25   | x       | x       | 56-75   | Coraima Gómez     |
| 44      | 26 de febrero | 15:00   | Géminis      | 3-2     | Latino Amisa  | 19-25   | 16-25   | 25-19   | 25-19   | 15-10   | 100-98  | Claudia Palza     |
| 45      | 26 de febrero | 17:30   | Regatas Lima | 1-3     | Alianza Lima  | 19-25   | 25-15   | 19-25   | 21-25   | x       | 84-90   | Brenda Lobatón    |

### Fixture por equipo en la Etapa 1
En color verde      se pueden apreciar los triunfos de cada equipo; en rojo     , las derrotas; y en blanco      los partidos que faltan disputarse.  
- Última actualización: 28 de febrero del 2022.

| N.° | Equipos          | PG-PP | Fecha 1          | Fecha 2          | Fecha 3          | Fecha 4          | Fecha 5          | Fecha 6          | Fecha 7          | Fecha 8          | Fecha 9          |
| --- | ---------------- | ----- | ---------------- | ---------------- | ---------------- | ---------------- | ---------------- | ---------------- | ---------------- | ---------------- | ---------------- |
| 1º | Regatas Lima (*) | 8-1   | Soan 3-0         | Dep. Alianza 3-0 | USMP 1-3 (*)     | Géminis 3-1      | Latino 3-0       | Jaamsa 3-1       | Rebaza 3-0       | Circolo 3-1      | Alianza Lima 1-3 |
| 2º | Latino Amisa     | 6-3   | Jaamsa 0-3       | Circolo 3-1      | Soan 3-0         | USMP 3-0         | Regatas 0-3      | Rebaza 3-1       | Alianza Lima 3-0 | Dep. Alianza 3-1 | Géminis 2-3      |
| 3º | Alianza Lima     | 6-3   | Dep. Alianza 3-2 | Géminis 1-3      | Jaamsa 2-3       | Circolo 3-0      | Soan 3-1         | USMP 3-1         | Latino 0-3       | Rebaza 3-1       | Regatas 3-1      |
| 4º | Géminis          | 6-3   | Rebaza 3-0       | Alianza Lima 3-1 | Dep. Alianza 3-1 | Regatas 1-3      | Jaamsa 2-3       | Circolo 0-3      | Soan 3-1         | USMP 3-1         | Latino 3-2       |
| 5º | Jaamsa           | 6-3   | Latino 3-0       | Rebaza 3-1       | Alianza Lima 3-2 | Dep. Alianza 2-3 | Géminis 3-2      | Regatas 1-3      | Circolo 3-1      | Soan 1-3         | USMP 3-0         |
| 6º | CS Italiano      | 4-5   | USMP 3-0         | Latino 1-3       | Rebaza 1-3       | Alianza Lima 0-3 | Dep. Alianza 3-0 | Géminis 3-0      | Jaamsa 1-3       | Regatas 1-3      | Soan 3-0         |
| 7º | Rebaza Acosta    | 4-5   | Géminis 0-3      | Jaamsa 1-3       | Circolo 3-1      | Soan 3-0         | USMP 3-1         | Latino 1-3       | Regatas 0-3      | Alianza Lima 1-3 | Dep. Alianza 3-2 |
| 8º | Dep. Alianza     | 2-7   | Alianza Lima 2-3 | Regatas 0-3      | Géminis 1-3      | Jaamsa 3-2       | Circolo 0-3      | Soan 3-2         | USMP 2-3         | Latino 1-3       | Rebaza 2-3       |
| 9º | Grupo Soan (*)   | 2-7   | Regatas 0-3      | USMP 1-3 (*)     | Latino 0-3       | Rebaza 0-3       | Alianza Lima 1-3 | Dep. Alianza 2-3 | Géminis 1-3      | Jaamsa 3-1       | Circolo 0-3      |
| 10º | USMP (*)         | 1-8   | Circolo 0-3      | Soan 3-1 (*)     | Regatas 3-1 (*)  | Latino 0-3       | Rebaza 1-3       | Alianza Lima 1-3 | Dep. Alianza 3-2 | Géminis 1-3      | Jaamsa 0-3       |
| (*) De acuerdo a la Resolución N° 001-CC-LNSF-F-2021/2022 del Comité de Control de la LNS Femenino 2021-2022, publicada el 28 de febrero del 2022, los resultados de los partidos USMP 3 Grupo Soan 1 (fecha 2) y Regatas Lima 1 USMP 3 (fecha 3) han sido cambiados en la Clasificación oficial de la LNSV por los siguientes: USMP 0 Grupo Soan 3 y Regatas Lima 3 USMP 0. |                  |       |                  |                  |                  |                  |                  |                  |                  |                  |                  |

## Etapa 2
Esta etapa está dividida en dos grupos de cuatro equipos cada uno: la Serie A y la Serie B. Los cuatro mejores equipos de la Etapa 1 (Regatas Lima (1°), Latino Amisa (2°), Alianza Lima (3°) y Géminis (4°)) fueron agrupados en la Serie A, que definirá las semifinales por el título nacional; mientras que los cuatro equipos que lograron las posiciones del 5° al 8° en la Etapa 1 (Jaamsa (5°), Circolo Sportivo Italiano (6°), Rebaza Acosta (7°) y Deportivo Alianza (8°)) fueron ubicados en la Serie B, que definirá al quinto lugar del campeonato. Ambas series se jugarán a dos rondas de todos contra todos. Al culminar la Serie A, las semifinales se jugarán 1° vs. 4° y 2° vs. 3°.    

### Serie A

#### Clasificación de la Serie A
| Pos. | Equipos      | Puntajes | Partidos | Partidos | Partidos | Resultados | Resultados | Resultados | Resultados | Resultados | Resultados | Sets | Sets | Sets  | Puntos | Puntos | Puntos | Rival en semifinales |
| Pos. | Equipos      | Puntajes | PJ       | PG       | PP       | 3-0        | 3-1        | 3-2        | 2-3        | 1-3        | 0-3        | SG   | SP   | Ratio | PG     | PP     | Ratio  | Rival en semifinales |
| ---- | ------------ | -------- | -------- | -------- | -------- | ---------- | ---------- | ---------- | ---------- | ---------- | ---------- | ---- | ---- | ----- | ------ | ------ | ------ | -------------------- |
| 1°   | Regatas Lima | 15       | 6        | 5        | 1        | 3          | 1          | 1          | 1          |            |            | 17   | 6    | 2.833 | 538    | 446    | 1.206  | Latino Amisa         |
| 2°   | Alianza Lima | 11       | 6        | 4        | 2        | 3          |            | 1          |            | 1          | 1          | 13   | 8    | 1.625 | 476    | 433    | 1.099  | Géminis              |
| 3°   | Géminis      | 6        | 6        | 2        | 4        |            | 1          | 1          | 1          | 1          | 2          | 9    | 15   | 0.600 | 496    | 557    | 0.890  | Alianza Lima         |
| 4°   | Latino Amisa | 4        | 6        | 1        | 5        |            | 1          |            | 1          | 1          | 3          | 6    | 16   | 0.375 | 443    | 517    | 0.857  | Regatas Lima         |

| Resultados de la Serie A | Resultados de la Serie A | Resultados de la Serie A | Resultados de la Serie A | Resultados de la Serie A | Resultados de la Serie A | Resultados de la Serie A | Resultados de la Serie A | Resultados de la Serie A | Resultados de la Serie A | Resultados de la Serie A | Resultados de la Serie A | Resultados de la Serie A |
| Ida                      | Ida                      | Ida                      | Ida                      | Ida                      | Ida                      | Ida                      | Ida                      | Ida                      | Ida                      | Ida                      | Ida                      | Ida                      |
| N.°                      | Fecha                    | Hora                     | Equipo 1                 | Res.                     | Equipo 2                 | Set 1                    | Set 2                    | Set 3                    | Set 4                    | Set 5                    | Total                    | MVP                      |
| ------------------------ | ------------------------ | ------------------------ | ------------------------ | ------------------------ | ------------------------ | ------------------------ | ------------------------ | ------------------------ | ------------------------ | ------------------------ | ------------------------ | ------------------------ |
| 47                       | 1 de marzo               | 17:30                    | Regatas Lima             | 3-2                      | Géminis                  | 24-26                    | 21-25                    | 25-21                    | 25-13                    | 15-13                    | 110-98                   | Flavia Montes            |
| 49                       | 3 de marzo               | 17:30                    | Latino Amisa             | 0-3                      | Alianza Lima             | 9-25                     | 16-25                    | 19-25                    | x                        | x                        | 44-75                    | Ysabella Sánchez         |
| 51                       | 5 de marzo               | 17:30                    | Regatas Lima             | 3-0                      | Alianza Lima             | 25-20                    | 25-18                    | 25-17                    | x                        | x                        | 75-55                    | Lauren Sanders           |
| 53                       | 6 de marzo               | 17:30                    | Latino Amisa             | 2-3                      | Géminis                  | 23-25                    | 25-22                    | 22-25                    | 27-25                    | 13-15                    | 110-112                  | Andrea Sandoval          |
| 55                       | 8 de marzo               | 17:30                    | Alianza Lima             | 1-3                      | Géminis                  | 22-25                    | 25-18                    | 23-25                    | 21-25                    | x                        | 91-93                    | Yaneirys Rodríguez       |
| 57                       | 9 de marzo               | 17:30                    | Regatas Lima             | 3-0                      | Latino Amisa             | 25-22                    | 25-18                    | 25-19                    | x                        | x                        | 75-59                    | Thaisa McLeod            |
| Vuelta                   |                          |                          |                          |                          |                          |                          |                          |                          |                          |                          |                          |                          |
| N.°                      | Fecha                    | Hora                     | Equipo 1                 | Res.                     | Equipo 2                 | Set 1                    | Set 2                    | Set 3                    | Set 4                    | Set 5                    | Total                    | MVP                      |
| 59                       | 12 de marzo              | 17:30                    | Regatas Lima             | 3-0                      | Géminis                  | 25-16                    | 25-22                    | 25-10                    | x                        | x                        | 75-48                    | Kiara Montes             |
| 61                       | 13 de marzo              | 17:30                    | Alianza Lima             | 3-0                      | Latino Amisa             | 25-21                    | 25-15                    | 25-17                    | x                        | x                        | 75-53                    | Daniela Uribe            |
| 63                       | 15 de marzo              | 17:30                    | Alianza Lima             | 3-2                      | Regatas Lima             | 16-25                    | 25-23                    | 23-25                    | 25-22                    | 15-10                    | 104-105                  | Esmeralda Sánchez        |
| 65                       | 17 de marzo              | 17:30                    | Géminis                  | 1-3                      | Latino Amisa             | 25-20                    | 22-25                    | 18-25                    | 17-25                    | x                        | 82-95                    | Morgan Bossler           |
| 67                       | 19 de marzo              | 17:30                    | Géminis                  | 0-3                      | Alianza Lima             | 22-25                    | 24-26                    | 17-25                    | x                        | x                        | 63-76                    | Daniela Uribe            |
| 69                       | 20 de marzo              | 17:30                    | Latino Amisa             | 1-3                      | Regatas Lima             | 22-25                    | 25-23                    | 18-25                    | 17-25                    | x                        | 82-98                    | Lauren Sanders           |

### Serie B

#### Clasificación de la Serie B
| Pos. | Equipos       | Puntajes | Partidos | Partidos | Partidos | Resultados | Resultados | Resultados | Resultados | Resultados | Resultados | Sets | Sets | Sets  | Puntos | Puntos | Puntos | Detalle               |
| Pos. | Equipos       | Puntajes | PJ       | PG       | PP       | 3-0        | 3-1        | 3-2        | 2-3        | 1-3        | 0-3        | SG   | SP   | Ratio | PG     | PP     | Ratio  | Detalle               |
| ---- | ------------- | -------- | -------- | -------- | -------- | ---------- | ---------- | ---------- | ---------- | ---------- | ---------- | ---- | ---- | ----- | ------ | ------ | ------ | --------------------- |
| 5°   | Rebaza Acosta | 15       | 6        | 5        | 1        | 1          | 3          | 1          | 1          |            |            | 17   | 8    | 2.125 | 571    | 528    | 1.081  | Ganador de la Serie B |
| 6°   | CS Italiano   | 11       | 6        | 4        | 2        | 3          |            | 1          |            | 1          | 1          | 13   | 8    | 1.625 | 481    | 449    | 1.071  | 6° de la LNSV 2021-22 |
| 7°   | Jaamsa        | 10       | 6        | 3        | 3        | 2          | 1          |            | 1          | 1          | 1          | 12   | 10   | 1.200 | 478    | 430    | 1.112  | 7° de la LNSV 2021-22 |
| 8°   | Dep. Alianza  |          | 6        |          | 6        |            |            |            |            | 2          | 4          | 2    | 18   | 0.111 | 364    | 487    | 0.747  | 8° de la LNSV 2021-22 |

| Resultados de la Serie B | Resultados de la Serie B | Resultados de la Serie B | Resultados de la Serie B | Resultados de la Serie B | Resultados de la Serie B | Resultados de la Serie B | Resultados de la Serie B | Resultados de la Serie B | Resultados de la Serie B | Resultados de la Serie B | Resultados de la Serie B | Resultados de la Serie B |
| Ida                      | Ida                      | Ida                      | Ida                      | Ida                      | Ida                      | Ida                      | Ida                      | Ida                      | Ida                      | Ida                      | Ida                      | Ida                      |
| N.°                      | Fecha                    | Hora                     | Equipo 1                 | Res.                     | Equipo 2                 | Set 1                    | Set 2                    | Set 3                    | Set 4                    | Set 5                    | Total                    | MVP                      |
| ------------------------ | ------------------------ | ------------------------ | ------------------------ | ------------------------ | ------------------------ | ------------------------ | ------------------------ | ------------------------ | ------------------------ | ------------------------ | ------------------------ | ------------------------ |
| 46                       | 1 de marzo               | 15:00                    | Jaamsa                   | 3-0                      | Dep. Alianza             | 25-11                    | 25-20                    | 25-15                    | x                        | x                        | 75-46                    | Yomhara Rivera           |
| 48                       | 3 de marzo               | 15:00                    | CS Italiano              | 3-2                      | Rebaza Acosta            | 25-21                    | 29-27                    | 23-25                    | 20-25                    | 23-21                    | 120-119                  | Bruna Neri               |
| 50                       | 5 de marzo               | 15:00                    | Jaamsa                   | 2-3                      | Rebaza Acosta            | 25-15                    | 25-17                    | 20-25                    | 19-25                    | 13-15                    | 102-97                   | Maricarmen Guerrero      |
| 52                       | 6 de marzo               | 15:00                    | CS Italiano              | 3-0                      | Dep. Alianza             | 25-20                    | 25-21                    | 25-11                    | x                        | x                        | 75-52                    | Kiara Vicente            |
| 54                       | 8 de marzo               | 15:00                    | Rebaza Acosta            | 3-1                      | Dep. Alianza             | 20-25                    | 25-22                    | 25-12                    | 25-18                    | x                        | 95-77                    | Emília Oliveira          |
| 56                       | 9 de marzo               | 15:00                    | Jaamsa                   | 0-3                      | CS Italiano              | 15-25                    | 20-25                    | 17-25                    | x                        | x                        | 52-75                    | Kiara Vicente            |
| Vuelta                   |                          |                          |                          |                          |                          |                          |                          |                          |                          |                          |                          |                          |
| N.°                      | Fecha                    | Hora                     | Equipo 1                 | Res.                     | Equipo 2                 | Set 1                    | Set 2                    | Set 3                    | Set 4                    | Set 5                    | Total                    | MVP                      |
| 58                       | 12 de marzo              | 15:00                    | Jaamsa                   | 3-0                      | Dep. Alianza             | 25-10                    | 25-16                    | 25-14                    | x                        | x                        | 75-40                    | Coraima Gómez            |
| 60                       | 13 de marzo              | 15:00                    | Rebaza Acosta            | 3-0                      | CS Italiano              | 25-18                    | 25-20                    | 25-19                    | x                        | x                        | 75-57                    | Nicole Da Silva          |
| 62                       | 15 de marzo              | 15:00                    | Rebaza Acosta            | 3-1                      | Jaamsa                   | 25-15                    | 18-25                    | 25-22                    | 25-18                    | x                        | 93-80                    | Kenia Mendoza            |
| 64                       | 17 de marzo              | 15:00                    | Dep. Alianza             | 0-3                      | CS Italiano              | 17-25                    | 20-25                    | 20-25                    | x                        | x                        | 57-75                    | Bruna Neri               |
| 66                       | 19 de marzo              | 15:00                    | Dep. Alianza             | 1-3                      | Rebaza Acosta            | 26-28                    | 18-25                    | 25-14                    | 23-25                    | x                        | 92-92                    | Kenia Mendoza            |
| 68                       | 20 de marzo              | 15:00                    | CS Italiano              | 1-3                      | Jaamsa                   | 15-25                    | 25-19                    | 18-25                    | 21-25                    | x                        | 79-94                    | Coraima Gómez            |

## Revalidación
Según las bases de la LNSV 2021-2022, el equipo que quedó clasificado en la novena posición de la Etapa 1 enfrentaría al segundo de la Liga Nacional Intermedia de Voley 2022 en un partido de Revalidación para definir qué equipo jugaría la LNSV 2022-2023. Dicha Revalidación debía jugarla el Grupo Soan, pero la FPV creó el Torneo Reclasificatorio Femenino 2022 con el fin de aumentar la cantidad de equipos de 10 a 12 participantes, por lo que el partido de Revalidación quedó anulado. De esta manera, Grupo Soan mantuvo la categoría para la temporada 2022-2023.  

## Etapa 3: Semifinales
Tras jugarse los doce partidos de la Serie A, la Semifinal 1 se jugará entre el primero y el cuarto y la Semifinal 2 será jugada entre el segundo y el tercero. Los equipos que ganen dos de tres partidos en cada semifinal clasificarán a la final del campeonato. Si un equipo gana los dos primeros partidos de su semifinal, el partido extra no se jugará. 

### Semifinal 1: Regatas-Latino
| Pos. | Equipos      | Puntajes | Partidos | Partidos | Partidos | Resultados | Resultados | Resultados | Resultados | Resultados | Resultados | Sets | Sets | Sets  | Puntos | Puntos | Puntos | Detalle                      |
| Pos. | Equipos      | Puntajes | PJ       | PG       | PP       | 3-0        | 3-1        | 3-2        | 2-3        | 1-3        | 0-3        | SG   | SP   | Ratio | PG     | PP     | Ratio  | Detalle                      |
| ---- | ------------ | -------- | -------- | -------- | -------- | ---------- | ---------- | ---------- | ---------- | ---------- | ---------- | ---- | ---- | ----- | ------ | ------ | ------ | ---------------------------- |
| 1°   | Regatas Lima | 2-0      | 2        | 2        |          | 2          |            |            |            |            |            | 6    |      | -     | 150    | 112    | 1.339  | Finalista de la LNSV 2021-22 |
| 2°   | Latino Amisa | 0-2      | 2        |          | 2        |            |            |            |            |            | 2          |      | 6    | 0.000 | 112    | 150    | 0.747  | Jugará por el tercer lugar   |

#### Resultados
| N.° | Fecha       | Hora  | Equipo 1     | Res. | Equipo 2     | Set 1 | Set 2 | Set 3 | Set 4 | Set 5 | Total | MVP         |
| --- | ----------- | ----- | ------------ | ---- | ------------ | ----- | ----- | ----- | ----- | ----- | ----- | ----------- |
| 70  | 26 de marzo | 15:00 | Regatas Lima | 3-0  | Latino Amisa | 25-22 | 25-20 | 25-14 | x     | x     | 75-56 | Karla Ortiz |
| 73  | 31 de marzo | 17:30 | Latino Amisa | 0-3  | Regatas Lima | 22-25 | 16-25 | 18-25 | x     | x     | 56-75 | Karla Ortiz |

### Semifinal 2: Alianza-Géminis
| Pos. | Equipos      | Puntajes | Partidos | Partidos | Partidos | Resultados | Resultados | Resultados | Resultados | Resultados | Resultados | Sets | Sets | Sets  | Puntos | Puntos | Puntos | Detalle                      |
| Pos. | Equipos      | Puntajes | PJ       | PG       | PP       | 3-0        | 3-1        | 3-2        | 2-3        | 1-3        | 0-3        | SG   | SP   | Ratio | PG     | PP     | Ratio  | Detalle                      |
| ---- | ------------ | -------- | -------- | -------- | -------- | ---------- | ---------- | ---------- | ---------- | ---------- | ---------- | ---- | ---- | ----- | ------ | ------ | ------ | ---------------------------- |
| 1°   | Alianza Lima | 2-0      | 2        | 2        |          | 1          | 1          |            |            |            |            | 6    | 1    | 6.000 | 175    | 145    | 1.207  | Finalista de la LNSV 2021-22 |
| 2°   | Géminis      | 0-2      | 2        |          | 2        |            |            |            |            | 1          | 1          | 1    | 6    | 0.167 | 145    | 175    | 0.829  | Jugará por el tercer lugar   |

#### Resultados
| N.° | Fecha       | Hora  | Equipo 1     | Res. | Equipo 2     | Set 1 | Set 2 | Set 3 | Set 4 | Set 5 | Total  | MVP               |
| --- | ----------- | ----- | ------------ | ---- | ------------ | ----- | ----- | ----- | ----- | ----- | ------ | ----------------- |
| 71  | 26 de marzo | 17:30 | Alianza Lima | 3-0  | Géminis      | 25-20 | 25-21 | 25-13 | x     | x     | 75-54  | Esmeralda Sánchez |
| 72  | 31 de marzo | 15:00 | Géminis      | 1-3  | Alianza Lima | 26-28 | 25-22 | 19-25 | 21-25 | x     | 91-100 | Brenda Lobatón    |

## Etapa 4: Finales
Los ganadores de las semifinales jugarán por el título de la LNSV 2021-22 al mejor de cinco partidos. Por su parte, los perdedores de las semifinales lucharán por el tercer lugar del torneo al mejor de tres partidos. 

### Tercer lugar: Géminis-Latino
El equipo que gane 2 de 3 partidos, obtendrá el tercer lugar de la LNSV 2021-22. Si un equipo gana los dos primeros partidos, el partido extra no se jugará. 
| Pos. | Equipos      | Puntajes | Partidos | Partidos | Partidos | Resultados | Resultados | Resultados | Resultados | Resultados | Resultados | Sets | Sets | Sets  | Puntos | Puntos | Puntos | Detalle               |
| Pos. | Equipos      | Puntajes | PJ       | PG       | PP       | 3-0        | 3-1        | 3-2        | 2-3        | 1-3        | 0-3        | SG   | SP   | Ratio | PG     | PP     | Ratio  | Detalle               |
| ---- | ------------ | -------- | -------- | -------- | -------- | ---------- | ---------- | ---------- | ---------- | ---------- | ---------- | ---- | ---- | ----- | ------ | ------ | ------ | --------------------- |
| 3°   | Géminis      | 2-1      | 3        | 2        | 1        |            | 1          | 1          |            | 1          |            | 7    | 6    | 1.667 | 286    | 287    | 0.997  | 3° de la LNSV 2021-22 |
| 4°   | Latino Amisa | 1-2      | 3        | 1        | 2        |            | 1          |            | 1          | 1          |            | 6    | 7    | 0.857 | 287    | 286    | 1.003  | 4° de la LNSV 2021-22 |

#### Resultados
| N.° | Fecha       | Hora  | Equipo 1     | Res. | Equipo 2     | Set 1 | Set 2 | Set 3 | Set 4 | Set 5 | Total   | MVP                |
| --- | ----------- | ----- | ------------ | ---- | ------------ | ----- | ----- | ----- | ----- | ----- | ------- | ------------------ |
| 74  | 7 de abril  | 15:00 | Latino Amisa | 1-3  | Géminis      | 20-25 | 21-25 | 25-19 | 14-25 | x     | 80-94   | Andrea Sandoval    |
| 76  | 10 de abril | 16:00 | Géminis      | 1-3  | Latino Amisa | 23-25 | 25-20 | 22-25 | 18-25 | x     | 88-95   | Kelsi Hobbs        |
| 78  | 13 de abril | 16:00 | Latino Amisa | 2-3  | Géminis      | 25-17 | 25-27 | 24-26 | 25-19 | 13-15 | 112-104 | Yaneirys Rodríguez |

### Gran Final: Regatas-Alianza
El equipo que gane 3 de 5 partidos, será campeón de la LNSV 2021-22. Si un equipo gana los tres primeros partidos, los partidos extras no se jugarán.  
| Pos. | Equipos      | Puntajes | Partidos | Partidos | Partidos | Resultados | Resultados | Resultados | Resultados | Resultados | Resultados | Sets | Sets | Sets  | Puntos | Puntos | Puntos | Detalle                    |
| Pos. | Equipos      | Puntajes | PJ       | PG       | PP       | 3-0        | 3-1        | 3-2        | 2-3        | 1-3        | 0-3        | SG   | SP   | Ratio | PG     | PP     | Ratio  | Detalle                    |
| ---- | ------------ | -------- | -------- | -------- | -------- | ---------- | ---------- | ---------- | ---------- | ---------- | ---------- | ---- | ---- | ----- | ------ | ------ | ------ | -------------------------- |
| 1°   | Regatas Lima | 3-0      | 3        | 3        |          | 1          | 1          | 1          |            |            |            | 9    | 3    | 3.000 | 269    | 231    | 1.165  | Campeón de la LNSV 2021-22 |
| 2°   | Alianza Lima | 0-3      | 3        |          | 3        |            |            |            | 1          | 1          | 1          | 3    | 9    | 0.333 | 231    | 269    | 0.859  | 2° de la LNSV 2021-22      |

#### Resultados
| N.° | Fecha       | Hora  | Equipo 1     | Res. | Equipo 2     | Set 1 | Set 2 | Set 3 | Set 4 | Set 5 | Total | MVP            |
| --- | ----------- | ----- | ------------ | ---- | ------------ | ----- | ----- | ----- | ----- | ----- | ----- | -------------- |
| 75  | 7 de abril  | 17:30 | Regatas Lima | 3-0  | Alianza Lima | 25-22 | 25-16 | 25-23 | x     | x     | 75-61 | Karla Ortiz    |
| 77  | 10 de abril | 18:00 | Alianza Lima | 1-3  | Regatas Lima | 25-22 | 20-25 | 16-25 | 20-25 | x     | 81-97 | Lauren Sanders |
| 79  | 13 de abril | 18:00 | Regatas Lima | 3-2  | Alianza Lima | 13-25 | 18-25 | 25-18 | 25-15 | 15-6  | 97-89 |                |

## Posiciones finales de la temporada
- La información está actualizada hasta el 24 de julio del 2022.

| Pos.              | Equipos       | Puntajes | %    | Partidos | Partidos | Partidos | Resultados | Resultados | Resultados | Resultados | Resultados | Resultados | Sets | Sets | Sets  | Puntos | Puntos | Puntos | Detalle |
| Pos.              | Equipos       | Puntajes | %    | PJ       | PG       | PP       | 3-0        | 3-1        | 3-2        | 2-3        | 1-3        | 0-3        | SG   | SP   | Ratio | PG     | PP     | Ratio  | Detalle |
| ----------------- | ------------- | -------- | ---- | -------- | -------- | -------- | ---------- | ---------- | ---------- | ---------- | ---------- | ---------- | ---- | ---- | ----- | ------ | ------ | ------ | --- |
| Medalla de oro    | Regatas Lima  | 53       | 88.3 | 20       | 18       | 2        | 11         | 5          | 2          | 1          | 1          |            | 57   | 15   | 3.800 | 1696   | 1332   | 1.273  | Campeón de la LNSV 2021-22 y clasificado al Campeonato Sudamericano de Clubes 2022                               |
| Medalla de plata  | Alianza Lima  | 36       | 60.0 | 20       | 12       | 8        | 5          | 5          | 2          | 2          | 3          | 3          | 43   | 33   | 1.303 | 1707   | 1618   | 1.055  | Subcampeón de la LNSV 2021-22                                                                                    |
| Medalla de bronce | Géminis       | 29       | 48.3 | 20       | 10       | 10       | 1          | 6          | 3          | 2          | 4          | 4          | 38   | 42   | 0.905 | 1716   | 1762   | 0.974  | Tercero de la LNSV 2021-22                                                                                       |
| 4°                | Latino Amisa  | 27       | 45.0 | 20       | 8        | 12       | 3          | 5          |            | 3          | 2          | 7          | 32   | 41   | 0.780 | 1562   | 1628   | 0.959  | Mantienen la categoría y jugarán la LNSV 2022-23                                                                 |
| 5°                | Rebaza Acosta | 26       | 58.0 | 15       | 9        | 6        | 2          | 5          | 2          | 1          | 3          | 2          | 32   | 27   | 1.185 | 1296   | 1276   | 1.016  | Mantienen la categoría y jugarán la LNSV 2022-23                                                                 |
| 6°                | CS Italiano   | 23       | 51.0 | 15       | 8        | 7        | 7          |            | 1          |            | 5          | 2          | 29   | 23   | 1.261 | 1193   | 1141   | 1.046  | Mantienen la categoría y jugarán la LNSV 2022-23                                                                 |
| 7°                | Jaamsa        | 27       | 60.0 | 15       | 9        | 6        | 4          | 3          | 2          | 2          | 3          | 1          | 34   | 25   | 1.360 | 1289   | 1216   | 1.060  | Mantienen la categoría y jugarán la LNSV 2022-23                                                                 |
| 8°                | Dep. Alianza  | 7        | 16.0 | 15       | 2        | 13       |            |            | 2          | 3          | 4          | 6          | 16   | 43   | 0.372 | 1159   | 1350   | 0.859  | Mantienen la categoría y jugarán la LNSV 2022-23                                                                 |
| 9°                | Grupo Soan    | 7        | 25.9 | 9        | 2        | 7        | 1          | 1          |            | 1          | 2          | 4          | 10   | 22   | 0.454 | 636    | 698    | 0.911  | Tras la creación del Torneo Reclasificatorio Femenino 2022, mantuvo la categoría y ya no jugará la Revalidación. |
| 10°               | USMP          | 2        | 7.4  | 9        | 1        | 8        |            |            | 1          |            | 3          | 5          | 6    | 26   | 0.230 | 542    | 775    | 0.678  | La FPV decidió que juegue el Torneo Reclasificatorio Femenino 2022, el cual ganó y mantuvo la categoría.         |

## Equipos Ideales
Los Equipos Ideales consideran 14 jugadoras cada uno, conformados por un equipo titular y un equipo suplente.    
La distribución de las jugadoras es la siguiente: 4 atacantes, 4 centrales, 2 armadoras, 2 opuestas y 2 líberos.   
     Titulares.      Suplentes.  
- La información está actualizada hasta el 13 de abril de 2022.

| Equipo Ideal de la Etapa 1 | Equipo Ideal de la Etapa 1 | Equipo Ideal de la Etapa 1 | Equipo Ideal de la Etapa 1 | Equipo Ideal de la Etapa 1 | Equipo Ideal de la Etapa 1 |
| N.°                        | Posición                   | Jugadoras                  | Camiseta                   | Equipos                    | Partidos MVP               |
| -------------------------- | -------------------------- | -------------------------- | -------------------------- | -------------------------- | -------------------------- |
| 1                          | Atacante 1                 | Ysabella Sánchez           | 18                         | Alianza Lima               | 3 partidos                 |
| 2                          | Atacante 2                 | Kelsi Hobbs                | 8                          | Latino Amisa               | 1 partido                  |
| 3                          | Central 1                  | Morgan Bossler             | 1                          | Latino Amisa               | 1 partido                  |
| 4                          | Central 2                  | Lauren Sanders             | 16                         | Regatas Lima               | 2 partidos                 |
| 5                          | Armadora 1                 | Paula Salinas              | 5                          | Dep. Alianza               | Ninguno                    |
| 6                          | Opuesta 1                  | Andrea Sandoval            | 9                          | Géminis                    | 2 partidos                 |
| 7                          | Líbero 1                   | Besna Villegas             | 13                         | CS Italiano                | Ninguno                    |
| 8                          | Atacante 3                 | Brenda Lobatón             | 4                          | Alianza Lima               | 1 partido                  |
| 9                          | Atacante 4                 | Andrea Ampuero             | 4                          | Latino Amisa               | 1 partido                  |
| 10                         | Central 3                  | Emilia Oliveira            | 16                         | Rebaza Acosta              | 1 partido                  |
| 11                         | Central 4                  | Flavia Montes              | 14                         | Regatas Lima               | 1 partido                  |
| 12                         | Armadora 2                 | Anastasia Salina           | 9                          | Latino Amisa               | 1 partido                  |
| 13                         | Opuesta 2                  | Nicole Da Silva            | 4                          | Rebaza Acosta              | 1 partido                  |
| 14                         | Líbero 2                   | Miriam Patiño              | 10                         | Regatas Lima               | 2 partidos                 |

| Equipo Ideal de la Etapa 2 | Equipo Ideal de la Etapa 2 | Equipo Ideal de la Etapa 2 | Equipo Ideal de la Etapa 2 | Equipo Ideal de la Etapa 2 | Equipo Ideal de la Etapa 2 |
| N.°                        | Posición                   | Jugadoras                  | Camiseta                   | Equipos                    | Partidos MVP               |
| -------------------------- | -------------------------- | -------------------------- | -------------------------- | -------------------------- | -------------------------- |
| 1                          | Atacante 1                 | Coraima Gómez              | 18                         | Jaamsa                     | 2 partidos                 |
| 2                          | Atacante 2                 | Kenia Mendoza              | 18                         | Rebaza Acosta              | 2 partidos                 |
| 3                          | Central 1                  | Emilia Oliveira            | 16                         | Rebaza Acosta              | 1 partido                  |
| 4                          | Central 2                  | Lauren Sanders             | 16                         | Regatas Lima               | 2 partidos                 |
| 5                          | Armadora 1                 | Elena Keldibekova          | 14                         | CS Italiano                | Ninguno                    |
| 6                          | Opuesta 1                  | Juliana Nogueira           | 11                         | Jaamsa                     | Ninguno                    |
| 7                          | Líbero 1                   | Besna Villegas             | 13                         | CS Italiano                | Ninguno                    |
| 8                          | Atacante 3                 | Ysabella Sánchez           | 18                         | Alianza Lima               | 1 partido                  |
| 9                          | Atacante 4                 | Brenda Lobatón             | 4                          | Alianza Lima               | Ninguno                    |
| 10                         | Central 3                  | Lesly Johansson            | 16                         | CS Italiano                | Ninguno                    |
| 11                         | Central 4                  | Yomhara Rivera             | 15                         | Jaamsa                     | 1 partido                  |
| 12                         | Armadora 2                 | Lucía Magallanes           | 7                          | Rebaza Acosta              | Ninguno                    |
| 13                         | Opuesta 2                  | Nicole Da Silva            | 4                          | Rebaza Acosta              | 1 partido                  |
| 14                         | Líbero 2                   | Miriam Patiño              | 10                         | Regatas Lima               | Ninguno                    |

| Equipo Ideal de la Etapa 3: Semifinales | Equipo Ideal de la Etapa 3: Semifinales | Equipo Ideal de la Etapa 3: Semifinales | Equipo Ideal de la Etapa 3: Semifinales | Equipo Ideal de la Etapa 3: Semifinales | Equipo Ideal de la Etapa 3: Semifinales |
| N.°                                     | Posición                                | Jugadoras                               | Camiseta                                | Equipos                                 | Partidos MVP                            |
| --------------------------------------- | --------------------------------------- | --------------------------------------- | --------------------------------------- | --------------------------------------- | --------------------------------------- |
| 1                                       | Atacante 1                              | Karla Ortiz                             | 15                                      | Regatas Lima                            | 2 partidos                              |
| 2                                       | Atacante 2                              | Ysabella Sánchez                        | 18                                      | Alianza Lima                            | Ninguno                                 |
| 3                                       | Central 1                               | Lauren Sanders                          | 16                                      | Regatas Lima                            | Ninguno                                 |
| 4                                       | Central 2                               | Flavia Montes                           | 14                                      | Regatas Lima                            | Ninguno                                 |
| 5                                       | Armadora 1                              | Isabella Vallebuona                     | 12                                      | Regatas Lima                            | Ninguno                                 |
| 6                                       | Opuesta 1                               | Andrea Sandoval                         | 9                                       | Géminis                                 | Ninguno                                 |
| 7                                       | Líbero 1                                | Esmeralda Sánchez                       | 21                                      | Alianza Lima                            | 1 partido                               |
| 8                                       | Atacante 3                              | Brenda Lobatón                          | 4                                       | Alianza Lima                            | 1 partido                               |
| 9                                       | Atacante 4                              | Kiara Montes                            | 11                                      | Regatas Lima                            | Ninguno                                 |
| 10                                      | Central 3                               | Yujhamy Mosquera                        | 11                                      | Alianza Lima                            | Ninguno                                 |
| 11                                      | Central 4                               | Diana de la Peña                        | 2                                       | Alianza Lima                            | Ninguno                                 |
| 12                                      | Armadora 2                              | Anastasia Salina                        | 9                                       | Latino Amisa                            | Ninguno                                 |
| 13                                      | Opuesta 2                               | Daniela Uribe                           | 1                                       | Alianza Lima                            | Ninguno                                 |
| 14                                      | Líbero 2                                | Yomira Villacorta                       | 13                                      | Latino Amisa                            | Ninguno                                 |

| Equipo Ideal de la Etapa 4: Finales | Equipo Ideal de la Etapa 4: Finales | Equipo Ideal de la Etapa 4: Finales | Equipo Ideal de la Etapa 4: Finales | Equipo Ideal de la Etapa 4: Finales | Equipo Ideal de la Etapa 4: Finales |
| N.°                                 | Posición                            | Jugadoras                           | Camiseta                            | Equipos                             | Partidos MVP                        |
| ----------------------------------- | ----------------------------------- | ----------------------------------- | ----------------------------------- | ----------------------------------- | ----------------------------------- |
| 1                                   | Atacante 1                          | Karla Ortiz                         | 15                                  | Regatas Lima                        | 1 partido                           |
| 2                                   | Atacante 2                          | Ysabella Sánchez                    | 18                                  | Alianza Lima                        | Ninguno                             |
| 3                                   | Central 1                           | Lauren Sanders                      | 16                                  | Regatas Lima                        | 1 partido                           |
| 4                                   | Central 2                           | Morgan Bossler                      | 1                                   | Latino Amisa                        | Ninguno                             |
| 5                                   | Armadora 1                          | Isabella Vallebuona                 | 12                                  | Regatas Lima                        | Ninguno                             |
| 6                                   | Opuesta 1                           | Daniela Uribe                       | 1                                   | Alianza Lima                        | Ninguno                             |
| 7                                   | Líbero 1                            | Yomira Villacorta                   | 13                                  | Latino Amisa                        | Ninguno                             |
| 8                                   | Atacante 3                          | Kiara Montes                        | 11                                  | Regatas Lima                        | Ninguno                             |
| 9                                   | Atacante 4                          | Andrea Ampuero                      | 4                                   | Latino Amisa                        | Ninguno                             |
| 10                                  | Central 3                           | Flavia Montes                       | 14                                  | Regatas Lima                        | Ninguno                             |
| 11                                  | Central 4                           | Anghela Barboza                     | 22                                  | Géminis                             | Ninguno                             |
| 12                                  | Armadora 2                          | Marina Scherer                      | 3                                   | Alianza Lima                        | Ninguno                             |
| 13                                  | Opuesta 2                           | Andrea Sandoval                     | 9                                   | Géminis                             | 1 partido                           |
| 14                                  | Líbero 2                            | Esmeralda Sánchez                   | 21                                  | Alianza Lima                        | Ninguno                             |

| Equipo Ideal de la Temporada 2021-2022 | Equipo Ideal de la Temporada 2021-2022 | Equipo Ideal de la Temporada 2021-2022 | Equipo Ideal de la Temporada 2021-2022 | Equipo Ideal de la Temporada 2021-2022 | Equipo Ideal de la Temporada 2021-2022 |
| N.°                                    | Posición                               | Jugadoras                              | Camiseta                               | Equipos                                | Partidos MVP                           |
| -------------------------------------- | -------------------------------------- | -------------------------------------- | -------------------------------------- | -------------------------------------- | -------------------------------------- |
| 1                                      | Atacante 1                             | Karla Ortiz                            | 15                                     | Regatas Lima                           | 3 partidos                             |
| 2                                      | Atacante 2                             | Ysabella Sánchez                       | 18                                     | Alianza Lima                           | 4 partidos                             |
| 3                                      | Central 1                              | Lauren Sanders                         | 16                                     | Regatas Lima                           | 5 partidos                             |
| 4                                      | Central 2                              | Morgan Bossler                         | 1                                      | Latino Amisa                           | 2 partidos                             |
| 5                                      | Armadora 1                             | Isabella Vallebuona                    | 12                                     | Regatas Lima                           | 1 partido                              |
| 6                                      | Opuesta 1                              | Andrea Sandoval                        | 9                                      | Géminis                                | 4 partidos                             |
| 7                                      | Líbero 1                               | Besna Villegas                         | 13                                     | CS Italiano                            | Ninguno                                |
| 8                                      | Atacante 3                             | Brenda Lobatón                         | 4                                      | Alianza Lima                           | 2 partidos                             |
| 9                                      | Atacante 4                             | Kiara Montes                           | 11                                     | Regatas Lima                           | 2 partidos                             |
| 10                                     | Central 3                              | Lesly Johansson                        | 16                                     | CS Italiano                            | 1 partido                              |
| 11                                     | Central 4                              | Flavia Montes                          | 14                                     | Regatas Lima                           | 2 partidos                             |
| 12                                     | Armadora 2                             | Anastasia Salina                       | 9                                      | Latino Amisa                           | 1 partido                              |
| 13                                     | Opuesta 2                              | Daniela Uribe                          | 1                                      | Alianza Lima                           | 3 partidos                             |
| 14                                     | Líbero 2                               | Miriam Patiño                          | 10                                     | Regatas Lima                           | 2 partidos                             |

## Todas las MVPs
La LNSV declaró MVP de la temporada 2021-2022 a la jugadora peruana Andrea Sandoval, quien fue la máxima anotadora del torneo con 390 puntos, defendiendo la camiseta de Géminis.   
- La información está actualizada hasta el 11 de abril de 2022.

| Jugadoras MVP de la LNSV | Jugadoras MVP de la LNSV | Jugadoras MVP de la LNSV | Jugadoras MVP de la LNSV | Jugadoras MVP de la LNSV | Jugadoras MVP de la LNSV | Jugadoras MVP de la LNSV | Jugadoras MVP de la LNSV | Jugadoras MVP de la LNSV | Jugadoras MVP de la LNSV |
| N.°                      | Jugadoras                | Camiseta                 | Posición en cancha       | Equipos                  | Etapa 1                  | Etapa 2                  | Etapa 3: Semis           | Etapa 4: Finales         | Temporada 2021-22        |
| ------------------------ | ------------------------ | ------------------------ | ------------------------ | ------------------------ | ------------------------ | ------------------------ | ------------------------ | ------------------------ | ------------------------ |
| 1                        | Lauren Sanders           | 16                       | Bloqueadora central      | Regatas Lima             | 2 partidos               | 2 partidos               | x                        | 1 partido                | 5 partidos               |
| 2                        | Andrea Sandoval          | 9                        | Opuesta                  | Géminis                  | 2 partidos               | 1 partido                | x                        | 1 partido                | 4 partidos               |
| 3                        | Coraima Gómez            | 18                       | Receptora                | Jaamsa                   | 2 partidos               | 2 partidos               | x                        | x                        | 4 partidos               |
| 4                        | Ysabella Sánchez         | 18                       | Receptora                | Alianza Lima             | 3 partidos               | 1 partido                | x                        | x                        | 4 partidos               |
| 5                        | Karla Ortiz              | 15                       | Receptora                | Regatas Lima             | x                        | x                        | 2 partidos               | 1 partido                | 3 partidos               |
| 6                        | Yaneirys Rodríguez       | 23                       | Receptora                | Géminis                  | 1 partido                | 1 partido                | x                        | 1 partido                | 3 partidos               |
| 7                        | Esmeralda Sánchez        | 21                       | Líbero                   | Alianza Lima             | 1 partido                | 1 partido                | 1 partido                | x                        | 3 partidos               |
| 8                        | Kenia Mendoza            | 18                       | Receptora                | Rebaza Acosta            | 1 partido                | 2 partidos               | x                        | x                        | 3 partidos               |
| 9                        | Daniela Uribe            | 1                        | Opuesta                  | Alianza Lima             | 1 partido                | 2 partidos               | x                        | x                        | 3 partidos               |
| 10                       | Kelsi Hobbs              | 8                        | Receptora                | Latino Amisa             | 1 partido                | x                        | x                        | 1 partido                | 2 partidos               |
| 11                       | Brenda Lobatón           | 4                        | Receptora                | Alianza Lima             | 1 partido                | x                        | 1 partido                | x                        | 2 partidos               |
| 12                       | Kiara Vicente            | 15                       | Receptora                | CS Italiano              | x                        | 2 partidos               | x                        | x                        | 2 partidos               |
| 13                       | Bruna Neri               | 12                       | Receptora                | CS Italiano              | x                        | 2 partidos               | x                        | x                        | 2 partidos               |
| 14                       | Flavia Montes            | 14                       | Bloqueadora central      | Regatas Lima             | 1 partido                | 1 partido                | x                        | x                        | 2 partidos               |
| 15                       | Emília Oliveira          | 16                       | Bloqueadora central      | Rebaza Acosta            | 1 partido                | 1 partido                | x                        | x                        | 2 partidos               |
| 16                       | Kiara Montes             | 11                       | Receptora                | Regatas Lima             | 1 partido                | 1 partido                | x                        | x                        | 2 partidos               |
| 17                       | Nicole Da Silva          | 4                        | Opuesta                  | Rebaza Acosta            | 1 partido                | 1 partido                | x                        | x                        | 2 partidos               |
| 18                       | Morgan Bossler           | 1                        | Bloqueadora central      | Latino Amisa             | 1 partido                | 1 partido                | x                        | x                        | 2 partidos               |
| 19                       | Miriam Patiño            | 10                       | Líbero                   | Regatas Lima             | 2 partidos               | x                        | x                        | x                        | 2 partidos               |
| 20                       | Angélica Aquino          | 8                        | Receptora                | Jaamsa                   | 2 partidos               | x                        | x                        | x                        | 2 partidos               |
| 21                       | Elena Keldibekova        | 14                       | Levantadora              | CS Italiano              | 2 partidos               | x                        | x                        | x                        | 2 partidos               |
| 22                       | Claudia Palza            | 12                       | Bloqueadora central      | Géminis                  | 2 partidos               | x                        | x                        | x                        | 2 partidos               |
| 23                       | Yomhara Rivera           | 15                       | Receptora                | Jaamsa                   | x                        | 1 partido                | x                        | x                        | 1 partido                |
| 24                       | Maricarmen Guerrero      | 6                        | Bloqueadora central      | Rebaza Acosta            | x                        | 1 partido                | x                        | x                        | 1 partido                |
| 25                       | Thaisa McLeod            | 23                       | Opuesta                  | Regatas Lima             | x                        | 1 partido                | x                        | x                        | 1 partido                |
| 26                       | Isabella Vallebuona      | 12                       | Levantadora              | Regatas Lima             | 1 partido                | x                        | x                        | x                        | 1 partido                |
| 27                       | Lesly Johansson          | 16                       | Bloqueadora central      | CS Italiano              | 1 partido                | x                        | x                        | x                        | 1 partido                |
| 28                       | Keith Meneses            | 19                       | Opuesta                  | Jaamsa                   | 1 partido                | x                        | x                        | x                        | 1 partido                |
| 29                       | Yi-Chen Yang             | 12                       | Levantadora              | USMP                     | 1 partido                | x                        | x                        | x                        | 1 partido                |
| 30                       | María Rodríguez          | 3                        | Opuesta                  | Latino Amisa             | 1 partido                | x                        | x                        | x                        | 1 partido                |
| 31                       | Juliana Nogueira         | 11                       | Opuesta                  | Jaamsa                   | 1 partido                | x                        | x                        | x                        | 1 partido                |
| 32                       | Shanaiya Aymé            | 10                       | Receptora                | USMP                     | 1 partido                | x                        | x                        | x                        | 1 partido                |
| 33                       | Lucía Magallanes         | 7                        | Levantadora              | Rebaza Acosta            | 1 partido                | x                        | x                        | x                        | 1 partido                |
| 34                       | Anastasia Salina         | 9                        | Levantadora              | Latino Amisa             | 1 partido                | x                        | x                        | x                        | 1 partido                |
| 35                       | Iberia Chourio           | 17                       | Receptora                | Dep. Alianza             | 1 partido                | x                        | x                        | x                        | 1 partido                |
| 36                       | Milagros Hernández       | 11                       | Bloqueadora central      | CS Italiano              | 1 partido                | x                        | x                        | x                        | 1 partido                |
| 37                       | Guadalupe Quiroga        | 9                        | Opuesta                  | Dep. Alianza             | 1 partido                | x                        | x                        | x                        | 1 partido                |
| 38                       | Andrea Ampuero           | 4                        | Receptora                | Latino Amisa             | 1 partido                | x                        | x                        | x                        | 1 partido                |
| 39                       | Grecia Herrada           | 11                       | Receptora                | Géminis                  | 1 partido                | x                        | x                        | x                        | 1 partido                |
| 40                       | Taiane De Sousa          | 2                        | Receptora                | USMP                     | 1 partido                | x                        | x                        | x                        | 1 partido                |
| 41                       | Vanessa Caicedo          | 11                       | Receptora                | Grupo Soan               | 1 partido                | x                        | x                        | x                        | 1 partido                |
| 42                       | Mirtha Uribe             | 2                        | Bloqueadora central      | Latino Amisa             | 1 partido                | x                        | x                        | x                        | 1 partido                |

## Máximas anotadoras
- La información está actualizada hasta el 13 de abril de 2022.

| Máximas anotadoras de la temporada | Máximas anotadoras de la temporada | Máximas anotadoras de la temporada | Máximas anotadoras de la temporada | Máximas anotadoras de la temporada | Máximas anotadoras de la temporada | Máximas anotadoras de la temporada | Máximas anotadoras de la temporada | Máximas anotadoras de la temporada | Máximas anotadoras de la temporada |
| N.°                                | Jugadoras                          | Camiseta                           | Posición en cancha                 | Equipos                            | Etapa 1                            | Etapa 2                            | Etapa 3: Semis                     | Etapa 4: Finales                   | Temporada 2021-22                  |
| ---------------------------------- | ---------------------------------- | ---------------------------------- | ---------------------------------- | ---------------------------------- | ---------------------------------- | ---------------------------------- | ---------------------------------- | ---------------------------------- | ---------------------------------- |
| 1                                  | Andrea Sandoval                    | 9                                  | Opuesta                            | Géminis                            | 184 puntos                         | 106 puntos                         | 37 puntos                          | 63 puntos                          | 390 puntos                         |
| 2                                  | Ysabella Sánchez                   | 18                                 | Receptora                          | Alianza Lima                       | 146 puntos                         | 79 puntos                          | 32 puntos                          | 48 puntos                          | 305 puntos                         |
| 3                                  | Brenda Lobatón                     | 4                                  | Receptora                          | Alianza Lima                       | 136 puntos                         | 82 puntos                          | 36 puntos                          | 41 puntos                          | 295 puntos                         |
| 4                                  | Karla Ortiz                        | 15                                 | Receptora                          | Regatas Lima                       | 113 puntos                         | 88 puntos                          | 38 puntos                          | 55 puntos                          | 294 puntos                         |
| 5                                  | Daniela Uribe                      | 1                                  | Opuesta                            | Alianza Lima                       | 121 puntos                         | 74 puntos                          | 24 puntos                          | 38 puntos                          | 257 puntos                         |
| 6                                  | Kelsi Hobbs                        | 8                                  | Receptora                          | Latino Amisa                       | 132 puntos                         | 47 puntos                          | 23 puntos                          | 54 puntos                          | 256 puntos                         |
| 7                                  | Bruna Neri                         | 12                                 | Receptora                          | CS Italiano                        | 149 puntos                         | 107 puntos                         | x                                  | x                                  | 256 puntos                         |
| 8                                  | Lauren Sanders                     | 16                                 | Bloqueadora central                | Regatas Lima                       | 94 puntos                          | 79 puntos                          | 26 puntos                          | 36 puntos                          | 235 puntos                         |
| 9                                  | Kiara Montes                       | 11                                 | Receptora                          | Regatas Lima                       | 114 puntos                         | 63 puntos                          | 19 puntos                          | 34 puntos                          | 230 puntos                         |
| 10                                 | Yaneirys Rodríguez                 | 23                                 | Receptora                          | Géminis                            | 63 puntos                          | 78 puntos                          | 30 puntos                          | 57 puntos                          | 228 puntos                         |

## Mejores sacadoras
- La información está actualizada hasta el 13 de abril de 2022.

| Mejores sacadoras de la temporada | Mejores sacadoras de la temporada | Mejores sacadoras de la temporada | Mejores sacadoras de la temporada | Mejores sacadoras de la temporada | Mejores sacadoras de la temporada | Mejores sacadoras de la temporada | Mejores sacadoras de la temporada | Mejores sacadoras de la temporada | Mejores sacadoras de la temporada |
| N.°                               | Jugadoras                         | Camiseta                          | Posición en cancha                | Equipos                           | Etapa 1                           | Etapa 2                           | Etapa 3: Semis                    | Etapa 4: Finales                  | Temporada 2021-22                 |
| --------------------------------- | --------------------------------- | --------------------------------- | --------------------------------- | --------------------------------- | --------------------------------- | --------------------------------- | --------------------------------- | --------------------------------- | --------------------------------- |
| 1                                 | Kelsi Hobbs                       | 8                                 | Receptora                         | Latino Amisa                      | 12 aces                           | 6 aces                            | 2 aces                            | 2 aces                            | 22 aces                           |
| 2                                 | Alexandra Muñoz                   | 6                                 | Levantadora                       | Géminis                           | 14 aces                           | 7 aces                            | 1 ace                             | x                                 | 22 aces                           |
| 3                                 | Brenda Lobatón                    | 4                                 | Receptora                         | Alianza Lima                      | 11 aces                           | 7 aces                            | x                                 | 2 aces                            | 20 aces                           |
| 4                                 | Lesly Johansson                   | 16                                | Bloqueadora central               | CS Italiano                       | 11 aces                           | 7 aces                            | x                                 | x                                 | 18 aces                           |
| 5                                 | Anghela Barboza                   | 22                                | Bloqueadora central               | Géminis                           | 8 aces                            | 4 aces                            | x                                 | 6 aces                            | 18 aces                           |
| 6                                 | Paula Salinas                     | 5                                 | Levantadora                       | Dep. Alianza                      | 11 aces                           | 6 aces                            | x                                 | x                                 | 17 aces                           |
| 7                                 | Karla Ortiz                       | 15                                | Receptora                         | Regatas Lima                      | 5 aces                            | 3 aces                            | 4 aces                            | 5 aces                            | 17 aces                           |
| 8                                 | Ysabella Sánchez                  | 18                                | Receptora                         | Alianza Lima                      | 8 aces                            | 3 aces                            | 5 aces                            | 1 ace                             | 17 aces                           |
| 9                                 | Morgan Bossler                    | 1                                 | Bloqueadora central               | Latino Amisa                      | 13 aces                           | 1 ace                             | x                                 | 2 aces                            | 16 aces                           |
| 10                                | Andrea Sandoval                   | 9                                 | Opuesta                           | Géminis                           | 10 aces                           | 2 aces                            | 4 aces                            | x                                 | 16 aces                           |

## Mejores bloqueadoras
- La información está actualizada hasta el 13 de abril de 2022.

| Mejores bloqueadoras de la temporada | Mejores bloqueadoras de la temporada | Mejores bloqueadoras de la temporada | Mejores bloqueadoras de la temporada | Mejores bloqueadoras de la temporada | Mejores bloqueadoras de la temporada | Mejores bloqueadoras de la temporada | Mejores bloqueadoras de la temporada | Mejores bloqueadoras de la temporada | Mejores bloqueadoras de la temporada |
| N.°                                  | Jugadoras                            | Camiseta                             | Posición en cancha                   | Equipos                              | Etapa 1                              | Etapa 2                              | Etapa 3: Semis                       | Etapa 4: Finales                     | Temporada 2021-22                    |
| ------------------------------------ | ------------------------------------ | ------------------------------------ | ------------------------------------ | ------------------------------------ | ------------------------------------ | ------------------------------------ | ------------------------------------ | ------------------------------------ | ------------------------------------ |
| 1                                    | Lauren Sanders                       | 16                                   | Bloqueadora central                  | Regatas Lima                         | 25 puntos de bloque                  | 19 puntos de bloque                  | 4 puntos de bloque                   | 14 puntos de bloque                  | 62 puntos de bloque                  |
| 2                                    | Emília Oliveira                      | 16                                   | Bloqueadora central                  | Rebaza Acosta                        | 24 puntos de bloque                  | 35 puntos de bloque                  | x                                    | x                                    | 59 puntos de bloque                  |
| 3                                    | Flavia Montes                        | 14                                   | Bloqueadora central                  | Regatas Lima                         | 26 puntos de bloque                  | 12 puntos de bloque                  | 5 puntos de bloque                   | 7 puntos de bloque                   | 50 puntos de bloque                  |
| 4                                    | Morgan Bossler                       | 1                                    | Bloqueadora central                  | Latino Amisa                         | 17 puntos de bloque                  | 17 puntos de bloque                  | 2 puntos de bloque                   | 10 puntos de bloque                  | 46 puntos de bloque                  |
| 5                                    | Diana de la Peña                     | 2                                    | Bloqueadora central                  | Alianza Lima                         | 16 puntos de bloque                  | 13 puntos de bloque                  | 4 puntos de bloque                   | 7 puntos de bloque                   | 40 puntos de bloque                  |
| 6                                    | Edneia Anjos                         | 20                                   | Bloqueadora central                  | Jaamsa                               | 15 puntos de bloque                  | 19 puntos de bloque                  | x                                    | x                                    | 34 puntos de bloque                  |
| 7                                    | Claudia Palza                        | 12                                   | Bloqueadora central                  | Géminis                              | 19 puntos de bloque                  | 10 puntos de bloque                  | 3 puntos de bloque                   | 1 punto de bloque                    | 33 puntos de bloque                  |
| 8                                    | Marina Scherer                       | 3                                    | Levantadora                          | Alianza Lima                         | 12 puntos de bloque                  | 12 puntos de bloque                  | 4 puntos de bloque                   | 4 puntos de bloque                   | 32 puntos de bloque                  |
| 9                                    | Yujhamy Mosquera                     | 11                                   | Bloqueadora central                  | Alianza Lima                         | 12 puntos de bloque                  | 13 puntos de bloque                  | 2 puntos de bloque                   | 4 puntos de bloque                   | 31 puntos de bloque                  |
| 10                                   | Lesly Johansson                      | 16                                   | Bloqueadora central                  | CS Italiano                          | 15 puntos de bloque                  | 12 puntos de bloque                  | x                                    | x                                    | 27 puntos de bloque                  |

## Premios individuales de la LNSV
- La información está actualizada hasta el 13 de abril de 2022.

| Premios individuales de la LNSV | Premios individuales de la LNSV | Premios individuales de la LNSV | Premios individuales de la LNSV | Premios individuales de la LNSV | Premios individuales de la LNSV |
| Categoría                       | Jugadora                        | Camiseta                        | Posición en la cancha           | Equipo                          | Detalle                         |
| ------------------------------- | ------------------------------- | ------------------------------- | ------------------------------- | ------------------------------- | ------------------------------- |
| MVP de la Liga                  | Andrea Sandoval                 | 9                               | Opuesta                         | Géminis                         | 4,88 puntos por set             |
| Máxima Anotadora                | Andrea Sandoval                 | 9                               | Opuesta                         | Géminis                         | 390 puntos                      |
| Mejor Ataque                    | Brenda Lobatón                  | 4                               | Receptora                       | Alianza Lima                    | 37 % de eficiencia              |
| Mejor Armadora                  | Anastasia Salina                | 9                               | Levantadora                     | Latino Amisa                    | 29,61 % de eficiencia           |
| Mejor Recepción                 | Esmeralda Sánchez               | 21                              | Líbero                          | Alianza Lima                    | 57 % de eficiencia              |
| Mejor Bloqueo                   | Lauren Sanders                  | 16                              | Bloqueadora central             | Regatas Lima                    | 62 puntos de bloque             |
| Mejor Servicio                  | Kelsi Hobbs                     | 8                               | Receptora                       | Latino Amisa                    | 22 aces                         |
| Mejor Líbero                    | Miriam Patiño                   | 10                              | Líbero                          | Regatas Lima                    | 57 % de eficiencia              |

## Árbitros
Pese a ser una competencia femenina, los arbitrajes de la LNSV tienen una mayoritaria presencia masculina, sobre todo en los arbitrajes principales. En 45 partidos de la Etapa 1, solo 9 duelos tuvieron a una mujer como árbitro principal, es decir, solo el 20 %. Asimismo, en la misma Etapa 1, solo 4 partidos tuvieron una terna completamente femenina: un 8.9 % del total.          
- La información está actualizada hasta el 13 de abril de 2022.

| Árbitros de la LNSV 2021-22 | Árbitros de la LNSV 2021-22 | Árbitros de la LNSV 2021-22 | Árbitros de la LNSV 2021-22 | Árbitros de la LNSV 2021-22 | Árbitros de la LNSV 2021-22 | Árbitros de la LNSV 2021-22 | Árbitros de la LNSV 2021-22 | Árbitros de la LNSV 2021-22 | Árbitros de la LNSV 2021-22 | Árbitros de la LNSV 2021-22 | Árbitros de la LNSV 2021-22 | Árbitros de la LNSV 2021-22 | Árbitros de la LNSV 2021-22 |
| N.°                         | Árbitros                    | Etapa 1                     | Etapa 1                     | Etapa 1                     | Etapa 2                     | Etapa 2                     | Etapa 2                     | Semifinales y finales       | Semifinales y finales       | Semifinales y finales       | Total Temporada             | Total Temporada             | Total Temporada             |
| N.°                         | Árbitros                    | Principal                   | De piso                     | Total                       | Principal                   | De piso                     | Total                       | Principal                   | De piso                     | Total                       | Principal                   | De piso                     | Total                       |
| --------------------------- | --------------------------- | --------------------------- | --------------------------- | --------------------------- | --------------------------- | --------------------------- | --------------------------- | --------------------------- | --------------------------- | --------------------------- | --------------------------- | --------------------------- | --------------------------- |
| 1                           | Luis Huaylinos              | 11                          | 6                           | 17                          | 4                           | 3                           | 7                           | 2                           | 1                           | 3                           | 17                          | 10                          | 27                          |
| 2                           | José Vásquez                | 8                           | 5                           | 13                          | 5                           | 4                           | 9                           | 3                           | 2                           | 5                           | 16                          | 11                          | 27                          |
| 3                           | Julio Lluque                | 4                           | 10                          | 14                          | 3                           | 3                           | 6                           | 1                           | 3                           | 4                           | 8                           | 16                          | 24                          |
| 4                           | Consuelo Fuentes            | 3                           | 8                           | 11                          | 3                           | 6                           | 9                           | 1                           | 1                           | 2                           | 7                           | 15                          | 22                          |
| 5                           | Rocío Huarcaya              | 4                           | 1                           | 5                           | 1                           | 1                           | 2                           | 2                           | 3                           | 5                           | 7                           | 5                           | 12                          |
| 6                           | Juliana Suárez              | 1                           | 5                           | 6                           | 2                           | 4                           | 6                           |                             |                             |                             | 3                           | 9                           | 12                          |
| 7                           | Miguel Ballena              | 7                           | 1                           | 8                           | 2                           |                             | 2                           |                             |                             |                             | 9                           | 1                           | 10                          |
| 8                           | Jorge Nazario               | 2                           | 2                           | 4                           | 1                           | 1                           | 2                           |                             |                             |                             | 3                           | 3                           | 6                           |
| 9                           | Claudia Vega                | 1                           | 4                           | 5                           | 1                           |                             | 1                           |                             |                             |                             | 2                           | 4                           | 6                           |
| 10                          | Walter Vera                 | 2                           |                             | 2                           | 1                           | 1                           | 2                           | 1                           |                             | 1                           | 4                           | 1                           | 5                           |
| 11                          | Sebastián Huamaní           | 1                           | 2                           | 3                           |                             |                             |                             |                             |                             |                             | 1                           | 2                           | 3                           |
| 12                          | Johnny Braco                | 1                           | 1                           | 2                           |                             |                             |                             |                             |                             |                             | 1                           | 1                           | 2                           |
| 13                          | Claver Veliz                |                             |                             |                             | 1                           |                             | 1                           |                             |                             |                             | 1                           |                             | 1                           |
| 14                          | Segundo Herrera             |                             |                             |                             |                             | 1                           | 1                           |                             |                             |                             |                             | 1                           | 1                           |
| Totales                     | Totales                     | 45                          | 45                          | 90                          | 24                          | 24                          | 48                          | 10                          | 10                          | 20                          | 79                          | 79                          | 158                         |